# Olympische Sommerspiele 2008/Leichtathletik
| Logo der Olympischen Spiele 2008                                   | Logo der Olympischen Spiele 2008                                   | Logo der Olympischen Spiele 2008                                   | Logo der Olympischen Spiele 2008                                   | Logo der Olympischen Spiele 2008                                   | Logo der Olympischen Spiele 2008                                   |
| Olympische Spiele 2008 Bereinigter Medaillenspiegel Leichtathletik | Olympische Spiele 2008 Bereinigter Medaillenspiegel Leichtathletik | Olympische Spiele 2008 Bereinigter Medaillenspiegel Leichtathletik | Olympische Spiele 2008 Bereinigter Medaillenspiegel Leichtathletik | Olympische Spiele 2008 Bereinigter Medaillenspiegel Leichtathletik | Olympische Spiele 2008 Bereinigter Medaillenspiegel Leichtathletik |
| Platz                                                              | Mannschaft                                                         | Goldmedaillen                                                      | Silbermedaillen                                                    | Bronzemedaillen                                                    | Total                                                              |
| ------------------------------------------------------------------ | ------------------------------------------------------------------ | ------------------------------------------------------------------ | ------------------------------------------------------------------ | ------------------------------------------------------------------ | ------------------------------------------------------------------ |
| 01                                                                 | USA                                                                | 7                                                                  | 10                                                                 | 8                                                                  | 25                                                                 |
| 02                                                                 | Kenia                                                              | 5                                                                  | 4                                                                  | 6                                                                  | 15                                                                 |
| 03                                                                 | Jamaika                                                            | 5                                                                  | 4                                                                  | 2                                                                  | 11                                                                 |
| 04                                                                 | Russland                                                           | 5                                                                  | 1                                                                  | 4                                                                  | 10                                                                 |
| 05                                                                 | Äthiopien                                                          | 4                                                                  | 2                                                                  | 1                                                                  | 7                                                                  |
| 06                                                                 | Kuba                                                               | 2                                                                  | 1                                                                  | 3                                                                  | 6                                                                  |
| 07                                                                 | Belgien                                                            | 2                                                                  | -                                                                  | -                                                                  | 2                                                                  |
| 08                                                                 | Großbritannien                                                     | 1                                                                  | 2                                                                  | 5                                                                  | 8                                                                  |
| 09                                                                 | Australien                                                         | 1                                                                  | 2                                                                  | 1                                                                  | 4                                                                  |
| 10                                                                 | Neuseeland                                                         | 1                                                                  | 1                                                                  | –                                                                  | 2                                                                  |
| 10                                                                 | Norwegen                                                           | 1                                                                  | 1                                                                  | –                                                                  | 2                                                                  |
| 10                                                                 | Polen                                                              | 1                                                                  | 1                                                                  | –                                                                  | 2                                                                  |
| 10                                                                 | Trinidad und Tobago                                                | 1                                                                  | 1                                                                  | –                                                                  | 2                                                                  |
| 10                                                                 | Ukraine                                                            | 1                                                                  | 1                                                                  | –                                                                  | 2                                                                  |
| 15                                                                 | Brasilien                                                          | 1                                                                  | –                                                                  | 2                                                                  | 3                                                                  |
| 16                                                                 | Italien                                                            | 1                                                                  | –                                                                  | 1                                                                  | 2                                                                  |
| 17                                                                 | Estland                                                            | 1                                                                  | –                                                                  | –                                                                  | 1                                                                  |
| 17                                                                 | Kamerun                                                            | 1                                                                  | –                                                                  | –                                                                  | 1                                                                  |
| 17                                                                 | Panama                                                             | 1                                                                  | –                                                                  | –                                                                  | 1                                                                  |
| 17                                                                 | Portugal                                                           | 1                                                                  | –                                                                  | –                                                                  | 1                                                                  |
| 17                                                                 | Rumänien                                                           | 1                                                                  | –                                                                  | –                                                                  | 1                                                                  |
| 17                                                                 | Slowenien                                                          | 1                                                                  | –                                                                  | –                                                                  | 1                                                                  |
| 17                                                                 | Tschechien                                                         | 1                                                                  | –                                                                  | –                                                                  | 1                                                                  |
| 24                                                                 | Belarus                                                            | –                                                                  | 2                                                                  | 1                                                                  | 3                                                                  |
| 25                                                                 | Nigeria                                                            | –                                                                  | 2                                                                  | –                                                                  | 2                                                                  |
| 26                                                                 | Volksrepublik China                                                | –                                                                  | 1                                                                  | 3                                                                  | 4                                                                  |
| 27                                                                 | Frankreich                                                         | –                                                                  | 1                                                                  | 2                                                                  | 3                                                                  |
| 28                                                                 | Bahamas                                                            | –                                                                  | 1                                                                  | 1                                                                  | 2                                                                  |
| 28                                                                 | Marokko                                                            | –                                                                  | 1                                                                  | 1                                                                  | 2                                                                  |
| 30                                                                 | Deutschland                                                        | –                                                                  | 1                                                                  | –                                                                  | 1                                                                  |
| 30                                                                 | Ecuador                                                            | –                                                                  | 1                                                                  | –                                                                  | 1                                                                  |
| 30                                                                 | Japan                                                              | –                                                                  | 1                                                                  | –                                                                  | 1                                                                  |
| 30                                                                 | Kasachstan                                                         | –                                                                  | 1                                                                  | –                                                                  | 1                                                                  |
| 30                                                                 | Kroatien                                                           | –                                                                  | 1                                                                  | –                                                                  | 1                                                                  |
| 30                                                                 | Lettland                                                           | –                                                                  | 1                                                                  | –                                                                  | 1                                                                  |
| 30                                                                 | Südafrika                                                          | –                                                                  | 1                                                                  | –                                                                  | 1                                                                  |
| 30                                                                 | Sudan                                                              | –                                                                  | 1                                                                  | –                                                                  | 1                                                                  |
| 38                                                                 | Kanada                                                             | –                                                                  | –                                                                  | 2                                                                  | 2                                                                  |
| 39                                                                 | Finnland                                                           | –                                                                  | –                                                                  | 1                                                                  | 1                                                                  |
| 39                                                                 | Litauen                                                            | –                                                                  | –                                                                  | 1                                                                  | 1                                                                  |

Bei den XXIX. Olympischen Spielen 2008 in Peking wurden 47 Wettbewerbe in der Leichtathletik ausgetragen, 24 davon für Männer und 23 für Frauen. Austragungsort war das Nationalstadion Peking.

## Teilnehmer
An den Leichtathletikwettbewerben nahmen etwa 1200 Männer und 800 Frauen, also insgesamt ca. 2000 Sportler, teil.
In Peking wurde es im Gegensatz zu den Spielen 2000 in Sydney und 2004 Athen trotz Verhandlungen der Verbände miteinander nichts mit einem gemeinsamen Betreten des Stadions durch Süd- und Nordkorea bei der Eröffnungsfeier. Die Verbände aus Serbien und Montenegro gingen nach dem Unabhängigkeitsreferendum in Montenegro 2006 erstmals getrennt an den Start.

## Wettbewerbe
Im Wettbewerbsangebot der Leichtathletik bei diesen Spielen gab es eine Änderung. Für die Frauen wurde nun auch der 3000-Meter-Hindernislauf mit in das olympische Programm aufgenommen. Damit war die Angleichung des Angebots für Frauen so gut wie abgeschlossen. Es gab und gibt im Frauenbereich nur noch eine im Vergleich zum Männerangebot fehlende Disziplin: im Gehen wird nur eine Distanz im Gegensatz zu zwei Strecken bei den Männern ausgetragen. Weitere Unterschiede finden sich in der Hürdenhöhe auf den beiden Hürdendistanzen sowie der Länge der kürzeren Hürdenstrecke, die bei den Männern 110 und bei den Frauen 100 Meter beträgt, um den unterschiedlichen Schrittlängen der Geschlechter Rechnung zu tragen. Außerdem wurde und wird bei den Frauen als Mehrkampf ein Siebenkampf, bei den Männern ein Zehnkampf ausgetragen. Darüber hinaus sind die Geräte in den Wurf- und Stoßdisziplinen bei den Frauen etwas leichter als bei den Männern.
Um den olympischen Kurs für den Marathonläufe für Frauen und Männer zu testen, wurde am 20. April 2008 der Good Luck Beijing Marathon durchgeführt.

## Stadion und Sportstätten

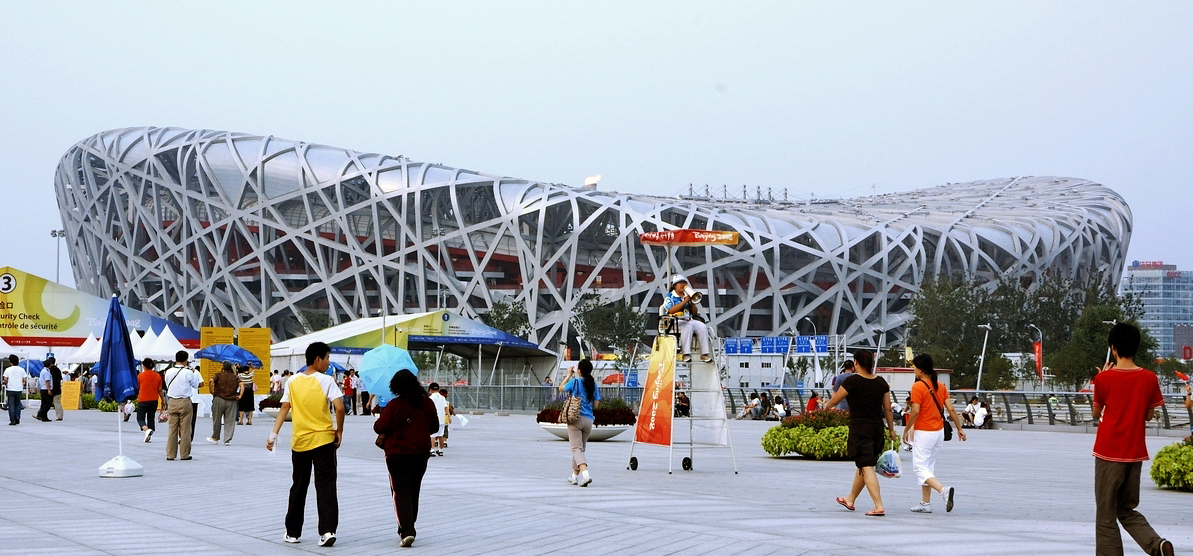
Das Olympiastadion von Peking

Das Olympiastadion von Peking wurde für die Spiele nach einem Entwurf der Schweizer Architekten Jacques Herzog und Pierre de Meuron neu erbaut. Als die Planungen bereits auf dem Tisch lagen, wurde in den chinesischen Medien die Bezeichnung Vogelnest geboren, die mit dazu beitrug, dass der Zuschlag für den Bau der Anlage an die Schweizer Architekten erfolgte. Die ungewöhnliche Konstruktion erhielt viel Lob, aber natürlich gab es wie bei solch großen Projekten nicht unüblich auch Kritik – hier vor allem durch den am Projekt beteiligten Künstler Ai Weiwei, der den in seinen Augen entstandenen Gigantismus ablehnt. Die Kosten betrugen 325 Millionen Euro, die Zuschauerkapazität war mit einem Wert von 91.000 sehr groß bemessen. Für die Austragung der leichtathletischen Wettkämpfe war die Anlage auf dem modernsten Stand der Technik.

## Qualifikationsnormen
Zu den Einzelwettbewerben durfte jedes Nationale Olympische Komitee (NOK) einen Sportler entsenden, der die niedrigere B-Norm erfüllt, oder bis zu drei Sportler, die die höhere A-Norm erreicht hatten.
Bei den Staffelläufen war höchstens eine Mannschaft bestehend aus maximal sechs Sportlern je NOK startberechtigt. Nationale Olympische Komitees, von denen sich keine Athleten für einen Wettbewerb qualifiziert hatten, waren berechtigt, einen männlichen Sportler und eine weibliche Sportlerin für einen Wettbewerb aufzustellen. Ausgenommen waren davon der 10.000-Meter-Lauf, der 3000-Meter-Hindernislauf und die Mehrkämpfe (Siebenkampf, Zehnkampf).
Für die Erfüllung Qualifikationsnormen anerkannt wurden Leistungen ab dem 1. Januar 2007, im Marathonlauf ab dem 1. September 2006.
Teilnehmer an den Marathonläufen und am Wettbewerb im 50-km-Gehen mussten am 31. Dezember 2008 mindestens zwanzig Jahre alt sein.
| Olympiaqualifikationsnormen 2008 | Olympiaqualifikationsnormen 2008                                        | Olympiaqualifikationsnormen 2008                                        | Olympiaqualifikationsnormen 2008                                        | Olympiaqualifikationsnormen 2008                                        |
| Disziplin                        | Männer                                                                  | Männer                                                                  | Frauen                                                                  | Frauen                                                                  |
|                                  | B-Norm                                                                  | A-Norm                                                                  | B-Norm                                                                  | A-Norm                                                                  |
| -------------------------------- | ----------------------------------------------------------------------- | ----------------------------------------------------------------------- | ----------------------------------------------------------------------- | ----------------------------------------------------------------------- |
| 100 m                            | 10,28 s                                                                 | 10,21 s                                                                 | 11,42 s                                                                 | 11,32 s                                                                 |
| 200 m                            | 20,75 s                                                                 | 20,59 s                                                                 | 23,20 s                                                                 | 23,00 s                                                                 |
| 400 m                            | 45,95 s                                                                 | 45,55 s                                                                 | 52,35 s                                                                 | 51,55 s                                                                 |
| 800 m                            | 1:47,60 min                                                             | 1:46,00 min                                                             | 2:01,30 min                                                             | 2:00,00 min                                                             |
| 1500 m                           | 3:39,00 min                                                             | 3:36,60 min                                                             | 4:08,00 min                                                             | 4:07,00 min                                                             |
| 5000 m                           | 13:28,00 min                                                            | 13:21,50 min                                                            | 15:24 min                                                               | 15:09 min                                                               |
| 10.000 m                         | 28:10,00 min                                                            | 27:50,00 min                                                            | 32:20,00 min                                                            | 31:45,00 min                                                            |
| Marathonlauf                     | 2:18:00 h                                                               | 2:15:00 h                                                               | 2:42:00 h                                                               | 2:37:00 h                                                               |
| 20 km Gehen                      | 1:24:30 h                                                               | 1:23:00 h                                                               | 1:38:00 h                                                               | 1:33:30 h                                                               |
| 50 km Gehen                      | 4:07:00 h                                                               | 4:00:00 h                                                               |                                                                         |                                                                         |
| 100 m Hürden                     |                                                                         |                                                                         | 13,11 s                                                                 | 12,96 s                                                                 |
| 110 m Hürden                     | 13,72 s                                                                 | 13,55 s                                                                 |                                                                         |                                                                         |
| 400 m Hürden                     | 49,50 s                                                                 | 49,20 s                                                                 | 56,60 s                                                                 | 55,60 s                                                                 |
| 3000 m Hindernis                 | 8:24,60 min                                                             | 8:32:00 min                                                             | 9:55,00 min                                                             | 9:46,00 min                                                             |
| 4 × 100 m                        | Platz 16 oder besser in der Weltbestenliste des Qualifikationszeitraums | Platz 16 oder besser in der Weltbestenliste des Qualifikationszeitraums | Platz 16 oder besser in der Weltbestenliste des Qualifikationszeitraums | Platz 16 oder besser in der Weltbestenliste des Qualifikationszeitraums |
| 4 × 400 m                        | Platz 16 oder besser in der Weltbestenliste des Qualifikationszeitraums | Platz 16 oder besser in der Weltbestenliste des Qualifikationszeitraums | Platz 16 oder besser in der Weltbestenliste des Qualifikationszeitraums | Platz 16 oder besser in der Weltbestenliste des Qualifikationszeitraums |
| Hochsprung                       | 2,27 m                                                                  | 2,30 m                                                                  | 1,91 m                                                                  | 1,95 m                                                                  |
| Stabhochsprung                   | 5,55 m                                                                  | 5,70 m                                                                  | 4,30 m                                                                  | 4,45 m                                                                  |
| Weitsprung                       | 8,05 m                                                                  | 8,20 m                                                                  | 6,60 m                                                                  | 6,72 m                                                                  |
| Dreisprung                       | 16,80 m                                                                 | 17,10 m                                                                 | 14,00 m                                                                 | 14,20 m                                                                 |
| Kugelstoßen                      | 19,80 m                                                                 | 20,30 m                                                                 | 17,20 m                                                                 | 18,35 m                                                                 |
| Diskuswurf                       | 62,50 m                                                                 | 64,50 m                                                                 | 59,00 m                                                                 | 61,00 m                                                                 |
| Hammerwurf                       | 74,00 m                                                                 | 78,50 m                                                                 | 67,00 m                                                                 | 69,50 m                                                                 |
| Speerwurf                        | 77,80 m                                                                 | 81,80 m                                                                 | 56,00 m                                                                 | 60,50 m                                                                 |
| Siebenkampf                      |                                                                         |                                                                         | 5800 Punkte                                                             | 6000 Punkte                                                             |
| Zehnkampf                        | 7700 Punkte                                                             | 8000 Punkte                                                             |                                                                         |                                                                         |

## Doping
Die Zahl der Dopingfälle bei diesen Spielen überstieg eigentlich jedes Maß. Davon war auch die Leichtathletik in nicht akzeptabler Weise betroffen. Einige betroffene Sportler wurden zeitnah im Anschluss an ihren Wettkampf überführt, andere durften wegen positiver Dopingproben, deren Ergebnis vor Beginn der Spiele offiziell wurde, gar nicht erst antreten und zahlreiche weitere Sportler wurden erst viele Jahre später bei Nachkontrollen der konservierten Proben mittels neuer Überprüfungsmethoden erwischt. Das hatte für die Betreffenden in der Regel die Aberkennung ihres Resultats und eine Rückgabeforderung eventuell erhaltener Medaillen zur Folge. In dem in diesem Artikel aufgeführten Medaillenspiegel sind die entsprechend veränderten Ergebnisse in den einzelnen Disziplinen komplett berücksichtigt. Der Sumpf, in den die Leichtathletik geraten war, setzte sich weiter fort, ein Ende war nicht absehbar. Die Dummen waren und sind die ehrlichen Sportler, die erst Jahre später ihre Medaillen erhielten, denen die Teilnahme an Finalkämpfen durch die Dopingbetrüger verwehrt wurden und denen eigentlich zustehende Fördergelder entgingen, weil die wahren Platzierungen erst lange Zeit nach den Wettbewerben verifiziert wurden.
Die Liste der Dopingsünder umfasst folgende 29 Athleten:
- Rashid Ramzi, Bahrain – 1500-Meter-Lauf (zunächst Erster). Er wurde positiv auf das Dopingpräparat CERA getestet, sein Olympiasieg wurde am 17. November 2009 vom IOC annulliert.[6]
- Nesta Carter, Jamaika – 4-mal-100-Meter-Staffel (zunächst Erster mit der Staffel Jamaikas). Carter war positiv auf das Dopingmittel Methylhexanamin getestet worden und so wurde dem jamaikanischen Team am 25. Januar 2017 die Goldmedaille aberkannt.[7]
- Denis Alexejew, Russland – 4-mal-400-Meter-Staffel (zunächst Dritter mit der Staffel Russlands). Alexejews Dopingprobe von September 2016 war positiv, so erfolgte die Disqualifikation der kompletten Staffel durch das IOC.[8]
- Denys Jurtschenko, Ukraine – Stabhochsprung (zunächst Dritter). Ihm wurde die Bronzemedaille am 20. August 2014 wegen Dopings aberkannt.[9]
- Wilfredo Martínez, Kuba – Weitsprung (zunächst Fünfter). Er wurde in Nachtests zu den Olympischen Spielen 2008 und 2012 gemeinsam mit sechzehn weiteren Athleten des Dopings überführt. Bei ihm wurde die Substanz Acetazolamid gefunden. Sein Weitsprung-Resultat hier in Peking wurde annulliert.[10][11]
- Andrej Michnewitsch, Belarus – Kugelstoßen (zunächst Dritter). Ihm wurde die Bronzemedaille am 20. August 2014 wegen Verstoßes gegen die Dopingbestimmungen aberkannt.[9]
- Pawel Lyschyn, Belarus – Kugelstoßen (zunächst Fünfter). Der Athlet wurde 2016 des Dopingmissbrauchs überführt, sein Resultat annulliert.[12]
- Iwan Juschkow, Russland – Kugelstoßen (zunächst Elfter). Der Athlet wurde im August 2016 des Dopingmissbrauchs überführt, sein Resultat annulliert.[13]
- Aleksandr Pogorelov, Russland – Zehnkampf (zunächst Vierter). Bei einem Nachtest am 2. Juni 2016 wurde in seiner B-Probe Turinabol nachgewiesen. Auf alle Anfragen der Disziplinarkommission reagierte er nicht. Am 15. August wurde sein Ergebnis annulliert, sein vierter Platz wurde aberkannt.[14]
- Anastassija Kapatschinskaja, Russland – 400-Meter-Lauf (zunächst Fünfte) und 4-mal-400-Meter-Staffel (zunächst Zweite mit der Staffel Russlands). Sie wurde als Wiederholungstäterin am 19. August 2016 nachträglich disqualifiziert, ihre Einzel-Platzierung sowie das Resultat der Staffel wurden annulliert.[15]
- Tatjana Firowa, Russland – 400-Meter-Lauf (zunächst Sechste) und 4-mal-400-Meter-Staffel (zunächst Zweite mit der Staffel Russlands). Sie wurde nachträglich als Doping-Sünderin überführt, ihre Einzel-Platzierung sowie das Resultat der Staffel wurden annulliert.[16]
- Elvan Abeylegesse, Türkei – 5000- und 10.000-Meter-Lauf (in beiden Rennen zunächst Zweite). Ihre Medaillen wurden wegen Dopingmissbrauchs aberkannt.[17]
- Inga Abitowa, Russland – 10.000-Meter-Lauf (zunächst Sechste). Sie wurde im September 2016 vom IOC wegen der Einnahme von unerlaubten Dopingmitteln disqualifiziert.[8]
- Jekaterina Wolkowa, Russland – 3000-Meter-Hindernislauf (zunächst Dritte). Sie wurde bei einem Nachtest des Dopingmissbrauchs überführt. Ihre Bronzemedaille wurde ihr aberkannt.[18]
- Julija Tschermoschanskaja, Russland – 4-mal-100-Meter-Staffel (zunächst Erste mit der Staffel Russlands). Tschermoschanskaja wurde bei einem Nachtest 2016 positiv auf die verbotenen Substanzen Turinabol und Stanozolol getestet. Der russischen Staffel wurde daraufhin die Goldmedaille aberkannt[19] und den zweitplatzierten Belgierinnen zugesprochen.[20]
- Swjatlana Ussowitsch, Belarus – 4-mal-400-Meter-Staffel (zunächst Erste mit der Staffel von Belarus). Im November 2016 wurde die Belarussin des Dopingmissbrauchs überführt. Mit ihr verlor die belarussische Staffel die Bronzemedaille.[21]
- Anna Tschitscherowa, Russland – Hochsprung (zunächst Dritte). Ihr wurde im Jahr 2016 ihre Bronzemedaille wegen Dopingmissbrauchs aberkannt.[22]
- Jelena Slessarenko, Russland – Hochsprung (zunächst Vierte). Auch ihre Platzierung wurde im Jahr 2016 wegen Dopingmissbrauchs annulliert.[22]
- Wita Palamar, Ukraine – Hochsprung (zunächst Fünfte). Ihr wurde im Jahr 2016 ihre Resultat wegen Dopingmissbrauchs aberkannt.[22]
- Ljudmyla Blonska, Ukraine – Weitsprung und Siebenkampf. Sie war eine der wenigen Fälle mit einem zeitnahen Dopingnachweis. Vier Tage nach ihrem ersten Einsatz bei diesen Spielen, dem Siebenkampf, wurde sie positiv auf das anabole Steroid Methyltestosteron getestet. Nach ebenfalls positiver B-Probe am Tag darauf wurde sie zunächst suspendiert. Wiederum einen Tag später wurde sie disqualifiziert und endgültig von den Spielen ausgeschlossen. Später folgte eine lebenslange Sperre.[23]
- Tatjana Lebedewa, Russland – Weitsprung und Dreisprung (zunächst jeweils Zweite). Ihre Silbermedaillen wurden im Anschluss an Nachuntersuchungen im Januar 2017 wegen Dopingmissbrauchs annulliert.[24]
- Chrysopigi Devetzi, Griechenland – Weitsprung (in der Qualifikation ausgeschieden) und Dreisprung (zunächst Dritte). Ihre Bronzemedaille wurde im Anschluss an Nachuntersuchungen im Januar 2017 wegen Dopingmissbrauchs annulliert.[24]
- Natallja Michnewitsch, Belarus – Kugelstoßen (zunächst Zweite). Sie fiel bei den umfangreichen Dopingnachtests 2016 positiv auf. Sie war 2008 mit Metandienon und Stanozolol gedopt, wurde nachträglich disqualifiziert und verlor daher auch ihre Silbermedaille.[25]
- Nadseja Astaptschuk, Belarus – Kugelstoßen (zunächst Dritte). Ihre Bronzemedaille wurde bei nachträglichen Kontrolluntersuchungen wegen Dopingmissbrauchs annulliert.[26]
- Yarelys Barrios, Kuba – Diskuswurf (zunächst Zweite). Im Rahmen von Nachtests der Dopingproben der Olympischen Spiele 2008 wurde bei ihr das verbotene Diuretikum Acetazolamid entdeckt. Daraufhin wurde ihr die Silbermedaille aberkannt.[27]
- Aksana Mjankowa, Belarus – Hammerwurf (zunächst Erste). Sie wurde 2016 des Dopings überführt und disqualifiziert. Die Goldmedaille wurde aberkannt.[28]
- Darja Ptschelnik, Belarus – Hammerwurf (zunächst Vierte bzw. Dritte nach Mjankowas Resultatsannullierung). Sie wurde 2016 des Dopings überführt und disqualifiziert. Ihre Bronzemedaille musste sie abgeben.[29]
- Marija Abakumowa, Russland – Speerwurf (zunächst Zweite). Bei Nachkontrollen ihrer Dopingprobe wurde die Einnahme von Turinabol nachgewiesen. Daraufhin entschied das IOC im September 2016 auf Aberkennung ihrer Silbermedaille.[8]
- Tatjana Tschernowa, Russland – Siebenkampf (zunächst Vierte). Sie wurde am 24. April 2017 disqualifiziert, nachdem sie des Dopingmissbrauch überführt worden war.[30]

Darüber hinaus gab es zwei Sportler, die wegen positiver Dopingtests vom IOC im Dezember 2008 zunächst disqualifiziert wurden. Die betroffenen Wadsim Dsewjatouski und Iwan Zichan, beide aus Belarus, klagten jedoch gegen diese Entscheidung vor dem Internationalen Sportgerichtshof (CAS), der im Juni 2010 wegen einer Panne in dem Labor, welches die Proben analysierte, die Disqualifikation der Sportler aufhob. IOC-Vizepräsident Thomas Bach kündigte an, das IOC werde eine weitere Analyse durchführen, um das CAS-Urteil zu kippen. Doch mit der häufig anzutreffenden Halbherzigkeit des IOC im Kampf gegen Doping passierte nichts weiter.

## Sportliche Erfolge
Das Leistungsniveau bei diesen Olympischen Spielen war sehr hoch. Die Qualität minderte sich zwar nach der großen Anzahl von Athleten, die im Laufe der Jahre nach den Spielen dopingbedingt disqualifiziert werden mussten, hatte jedoch auch danach ein hohes Level.
- Es wurden vier Weltrekorde, gestellt:
  - 100-Meter-Lauf, Männer: Usain Bolt (Jamaika) – 9,69 s (Finale)
  - 200-Meter-Lauf, Männer: Usain Bolt (Jamaika) – 19,30 s (Finale)
  - 3000-Meter-Hindernislauf, Frauen: Gulnara Galkina (Russland) – 8:58,81 min (Finale)
  - Stabhochsprung, Frauen: Jelena Issinbajewa (Russland) – 5,05 m (Finale)
- Olympische Rekorde wurden in dreizehn Disziplinen vierzehnmal neu aufgestellt oder verbessert, bei den Frauen siebenmal und bei den Männern siebenmal:
  - 5000-Meter-Lauf, Männer: Kenenisa Bekele (Äthiopien) – 12:57,82 min (Finale)
  - 10.000-Meter-Lauf, Männer: Kenenisa Bekele (Äthiopien) – 27:01,17 min
  - Marathonlauf, Männer: Samuel Kamau Wanjiru (Kenia) – 2:06:32 h
  - 4-mal-400-Meter-Staffel, Männer: USA (LaShawn Merritt, Angelo Taylor, David Neville, Jeremy Wariner) – 2:55,39 min (Finale)
  - 50-km-Gehen, Männer: Alex Schwazer (Italien) – 3:37:09 h
  - Stabhochsprung, Männer: Steve Hooker (Australien) – 5,96 m (Finale)
  - Speerwurf, Männer: Andreas Thorkildsen (Norwegen) – 90,57 m (Finale)
  - 10.000-Meter-Lauf, Frauen: Tirunesh Dibaba (Äthiopien) – 29:54,66 min
  - 400-Meter-Hürdenlauf, Frauen: Melaine Walker (Jamaika) – 52,64 s (Finale)
  - 3000-Meter-Hindernislauf, Frauen: Gulnara Galkina (Russland) – 9:15,17 min (erster OR, Vorlauf)
  - 20-km-Gehen, Frauen: Olga Kaniskina (Russland) – 1:26:31 h
  - Stabhochsprung, Frauen: Jelena Issinbajewa (Russland) – 4,95 m (Finale)
  - Dreisprung, Frauen: Françoise Mbango Etone (Kamerun) – 15,39 m (Finale)
  - Hammerwurf, Frauen: Yipsi Moreno (Kuba) – 75,20 m (Finale)
- Darüber hinaus gab es in 7 Disziplinen zehn neue Kontinentalrekorde (Afrika: 4/Nordamerika: 2/Asien: 1/Ozeanien: 1/Europa: 1/Südamerika: 1) und in 31 Disziplinen wurden 68 Landesrekorde neu aufgestellt oder egalisiert.

Erfolgreichste Nation waren wieder einmal die Vereinigten Staaten mit sieben Olympiasiegern und insgesamt 25 Medaillen. Aber die US-amerikanische Überlegenheit war nicht mehr so deutlich wie noch vor vier Jahren. Kenia, Jamaika und Russland hatten jeweils fünf Goldmedaillen auf ihrem Konto. Dahinter folgte Äthiopien mit vier Olympiasiegen. Je zwei Goldmedaillen gab es für Kuba und das überraschend starke Belgien. Alle anderen Nationen errangen in der Leichtathletik höchstens eine Goldmedaille.
Bei den einzelnen Sportlern sind besonders folgende Leistungen zu nennen.
- Fünf Athleten errangen jeweils zwei Goldmedaillen bei diesen Spielen:
  - Usain Bolt (Jamaika) – 100 und 200 Meter, in beiden Fällen mit Weltrekord
  - Kenenisa Bekele (Äthiopien) – 5000 und 10.000 Meter
  - Tirunesh Dibaba (Äthiopien) – 5000 und 10.000 Meter
  - LaShawn Merritt (USA) – 400 Meter und 4-mal-400-Meter-Staffel
  - Angelo Taylor (USA) – 400 Meter Hürden und 4-mal-400-Meter-Staffel
- Drei Athletinnen und einem Athleten gelang eine Wiederholung ihres Olympiasieges von 2004 in Athen:
  - Veronica Campbell-Brown (Jamaika) – 200 Meter, 2004 außerdem Goldmedaillengewinnerin mit der 4-mal-100-Meter-Staffel, damit jetzt dreifache Olympiasiegerin
  - Jelena Issinbajewa (Russland) – Stabhochsprung, damit jetzt zweifache Olympiasiegerin
  - Françoise Mbango Etone (Kamerun) – Dreisprung, damit jetzt zweifache Olympiasiegerin
  - Andreas Thorkildsen (Norwegen) – Speerwurf, damit jetzt zweifacher Olympiasieger

## Wettkampfrunden während der Spiele
In den einzelnen Disziplinen waren bis zu drei Ausscheidungswettkämpfe zu bestreiten, in denen die Teilnehmer an den Finals ermittelt wurden. Keine Vorausscheidungen fanden im 10.000-Meter-, Marathonlauf, in den Gehwettbewerben sowie im Sieben- und Zehnkampf statt.

## Resultate Männer

### 100 m

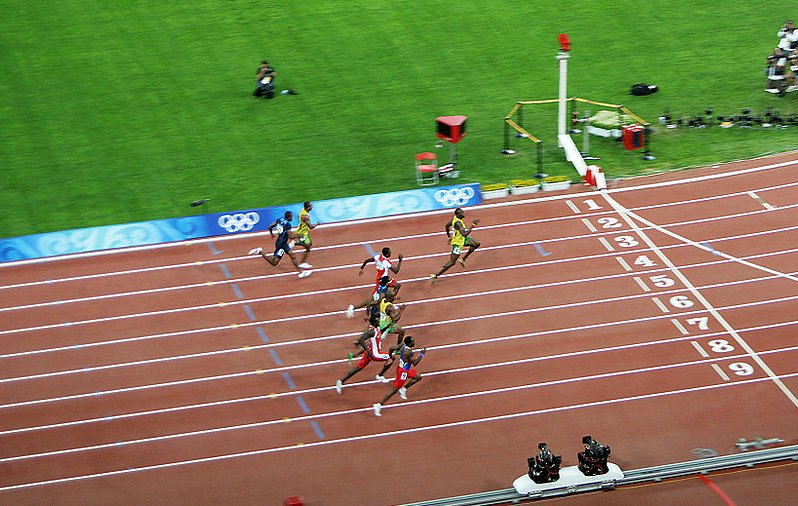
Zieleinlauf des 100-Meter-Finales

| Platz | Athlet           | Land | Zeit (s) |
| ----- | ---------------- | ---- | -------- |
| 1     | Usain Bolt       | JAM  | 09,69 WR |
| 2     | Richard Thompson | TTO  | 9,8900   |
| 3     | Walter Dix       | USA  | 9,9100   |
| 4     | Churandy Martina | AHO  | 09,93 NR |
| 5     | Asafa Powell     | JAM  | 9,9500   |
| 6     | Michael Frater   | JAM  | 9,9700   |
| 7     | Marc Burns       | TTO  | 10,01000 |
| 8     | Darvis Patton    | USA  | 10,03000 |

Finale: 16. August 2008, 22:30 Uhr
Wind: ±0,0 m/s
Teilnehmer aus deutschsprachigen Ländern:

Tobias Unger,  Deutschland (ausgeschieden als Siebter seines Viertelfinals in 10,36 s)
Rund zwanzig Meter vor der Ziellinie drosselte Usain Bolt das Tempo und breitete jubelnd die Arme aus, womit er eine noch bessere Zeit vergab, zumal sich sein Schnürsenkel geöffnet hatte und ein Schuh somit über weite Teile der Strecke offen gewesen war.

### 200 m
| Platz | Athlet            | Land | Zeit (s)                        |
| ----- | ----------------- | ---- | ------------------------------- |
| 1     | Usain Bolt        | JAM  | 19,30 WR                        |
| 2     | Shawn Crawford    | USA  | 19,96000                        |
| 3     | Walter Dix        | USA  | 19,98000                        |
| 4     | Brian Dzingai     | ZIM  | 20,22000                        |
| 5     | Christian Malcolm | GBR  | 20,40000                        |
| 6     | Kim Collins       | SKN  | 20,59000                        |
| DSQ   | Churandy Martina  | AHO  | IAAF Regel 163.3 Bahnübertreten |
| DSQ   | Wallace Spearmon  | USA  | IAAF Regel 163.3 Bahnübertreten |

Finale: 20. August 2008, 22:20 Uhr
Wind: −0,9 m/s
Teilnehmer aus deutschsprachigen Ländern:
- Marc Schneeberger,  Schweiz (ausgeschieden als Achter seines Viertelfinals in 21,48 s)
- Marco Cribari,  Schweiz (ausgeschieden als Fünfter seines Vorlauf in 20,98 s)

Churandy Martina (19,82 s) und Wallace Spearmon (19,96 s) wurden kurz nach dem Zieleinlauf noch auf dem zweiten und dritten Platz geführt. Wenig später wurden sie jedoch disqualifiziert, da sie in der Kurve ihre Bahnmarkierung überschritten hatten (Regel 163.3).

### 400 m

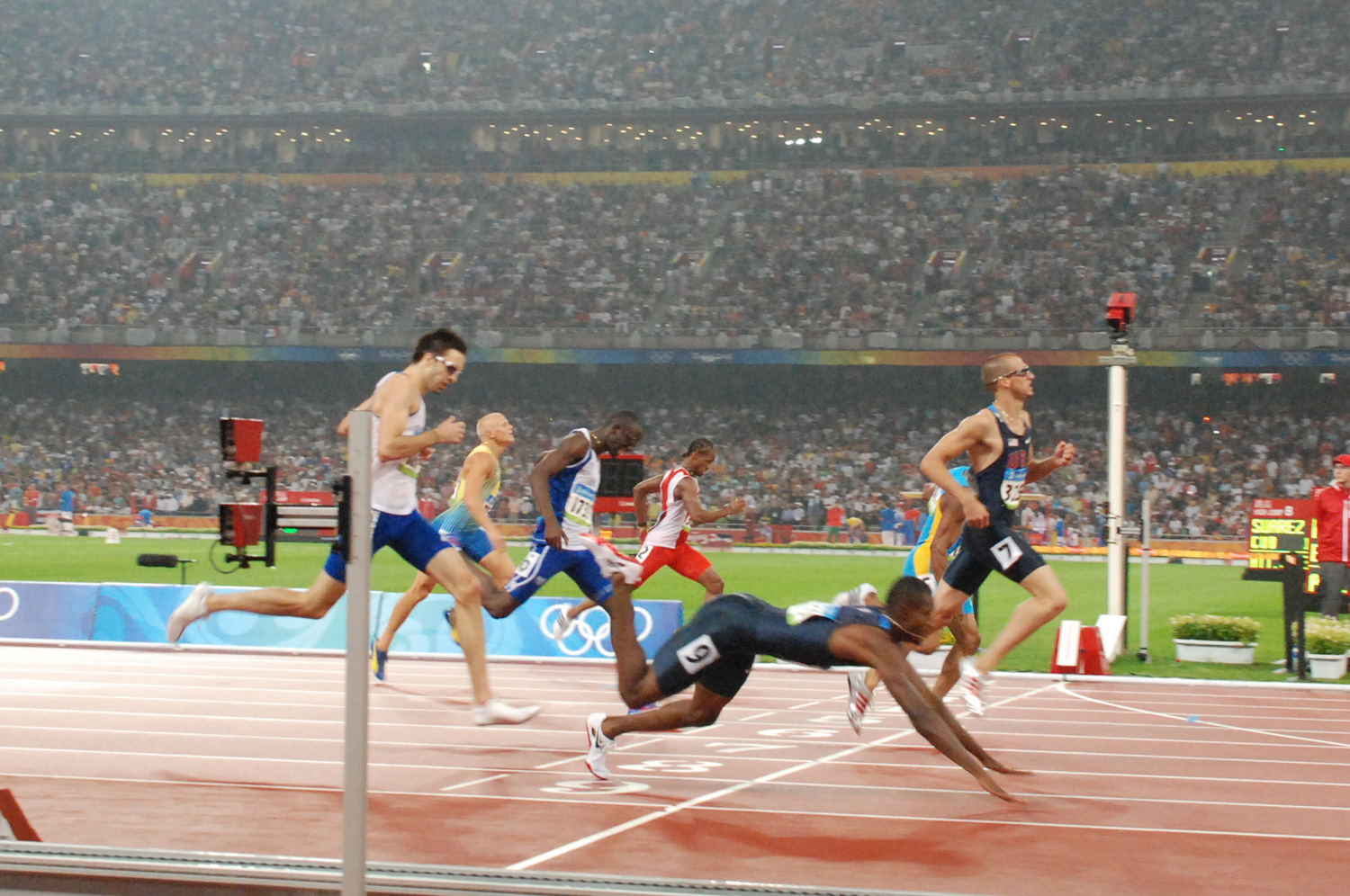
Der Zieleinlauf hinter LaShawn Merritt: Jeremy Wariner (7 – Silber), David Neville (9 – Bronze im Sturz über die Ziellinie), Chris Brown (verdeckt), Leslie Djhone (Dritter von links), Martyn Rooney (ganz links), Renny Quow (Vierter von links), Johan Wissman (Zweiter von links)

| Platz | Athlet          | Land | Zeit (s) |
| ----- | --------------- | ---- | -------- |
| 1     | LaShawn Merritt | USA  | 43,75    |
| 2     | Jeremy Wariner  | USA  | 44,74    |
| 3     | David Neville   | USA  | 44,80    |
| 4     | Chris Brown     | BAH  | 44,84    |
| 5     | Leslie Djhone   | FRA  | 45,11    |
| 6     | Martyn Rooney   | GBR  | 45,12    |
| 7     | Renny Quow      | TTO  | 45,22    |
| 8     | Johan Wissman   | SWE  | 45,39    |

Finale: 21. August 2008, 21:20 Uhr
Keine Teilnehmer aus deutschsprachigen Ländern

### 800 m
| Platz | Athlet              | Land | Zeit (min) |
| ----- | ------------------- | ---- | ---------- |
| 1     | Wilfred Bungei      | KEN  | 1:44,65    |
| 2     | Ismail Ahmed Ismail | SDN  | 1:44,70    |
| 3     | Alfred Kirwa Yego   | KEN  | 1:44,82    |
| 4     | Gary Reed           | CAN  | 1:44,94    |
| 5     | Yusuf Saad Kamel    | BHR  | 1:44,95    |
| 6     | Yeimer López        | CUB  | 1:45,88    |
| 7     | Nabil Madi          | ALG  | 1:45,96    |
| 8     | Nadjim Manseur      | ALG  | 1:47,19    |

Finale: 23. August 2008, 19:30 Uhr

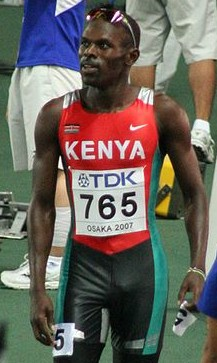
Start-Ziel-Sieg für Wilfred Bungei

Keine Teilnehmer aus deutschsprachigen Ländern

### 1500 m
| Platz | Athlet              | Land | Zeit (min) |
| ----- | ------------------- | ---- | ---------- |
| 1     | Asbel Kiprop        | KEN  | 3:33,11    |
| 2     | Nick Willis         | NZL  | 3:34,16    |
| 3     | Mehdi Baala         | FRA  | 3:34,21    |
| 4     | Juan Carlos Higuero | ESP  | 3:34,44    |
| 5     | Abdalaati Iguider   | MAR  | 3:34,66    |
| 6     | Juan van Deventer   | RSA  | 3:34,77    |
| 7     | Belal Mansoor Ali   | BHR  | 3:35,23    |
| 8     | Andrew Baddeley     | GBR  | 3:35,37    |

Finale: 19. August 2008, 22:50 Uhr

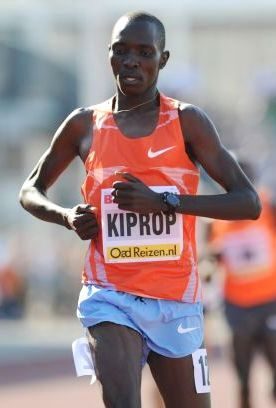
Asbel Kiprop – mit schneller letzter Runde zum Olympiasieg

Teilnehmer aus deutschsprachigen Ländern:
- Christian Obrist,  Italien (Zwölfter in 3:39,87 min)
- Carsten Schlangen,  Deutschland (ausgeschieden als Achter seines Halbfinals in 3:37,94 min)

Doping:
Der zunächst erstplatzierte Bahrainer Rashid Ramzi (3:32,94 min) wurde positiv auf das Dopingpräparat CERA getestet, sein Olympiasieg wurde am 17. November 2009 vom IOC annulliert.

### 5000 m
| Platz | Athlet               | Land | Zeit (min)  |
| ----- | -------------------- | ---- | ----------- |
| 1     | Kenenisa Bekele      | ETH  | 12:57,82 OR |
| 2     | Eliud Kipchoge       | KEN  | 13:02,80000 |
| 3     | Edwin Cheruiyot Soi  | KEN  | 13:06,22000 |
| 4     | Moses Ndiema Kipsiro | UGA  | 13:10,56000 |
| 5     | Abreham Cherkos      | ETH  | 13:16,46000 |
| 6     | Tariku Bekele        | ETH  | 13:19,06000 |
| 7     | Juan Luis Barrios    | MEX  | 13:19,79000 |
| 8     | James Kwalia         | QAT  | 13:23,48000 |

Finale: 23. August 2008, 20:10 Uhr
Teilnehmer aus deutschsprachigen Ländern:

Philipp Bandi,  Schweiz (ausgeschieden als Zehnter seines Vorlaufs in 13:59,68 min)

### 10.000 m
| Platz | Athlet                 | Land | Zeit (min)  |
| ----- | ---------------------- | ---- | ----------- |
| 1     | Kenenisa Bekele        | ETH  | 27:01,17 OR |
| 2     | Sileshi Sihine         | ETH  | 27:02,77000 |
| 3     | Micah Kipkemboi Kogo   | KEN  | 27:04,11000 |
| 4     | Moses Ndiema Masai     | KEN  | 27:04,11000 |
| 5     | Zersenay Tadese        | ERI  | 27:05,11000 |
| 6     | Haile Gebrselassie     | ETH  | 27:06,68000 |
| 7     | Martin Irungu Mathathi | KEN  | 27:08,25000 |
| 8     | Ahmad Hassan Abdullah  | QAT  | 27:23,75000 |

Datum: 17. August 2008, 22:45 Uhr
Teilnehmer aus deutschsprachigen Ländern:

Günther Weidlinger,  Österreich (Rang 27 in 28:14,38 min)

### Marathon

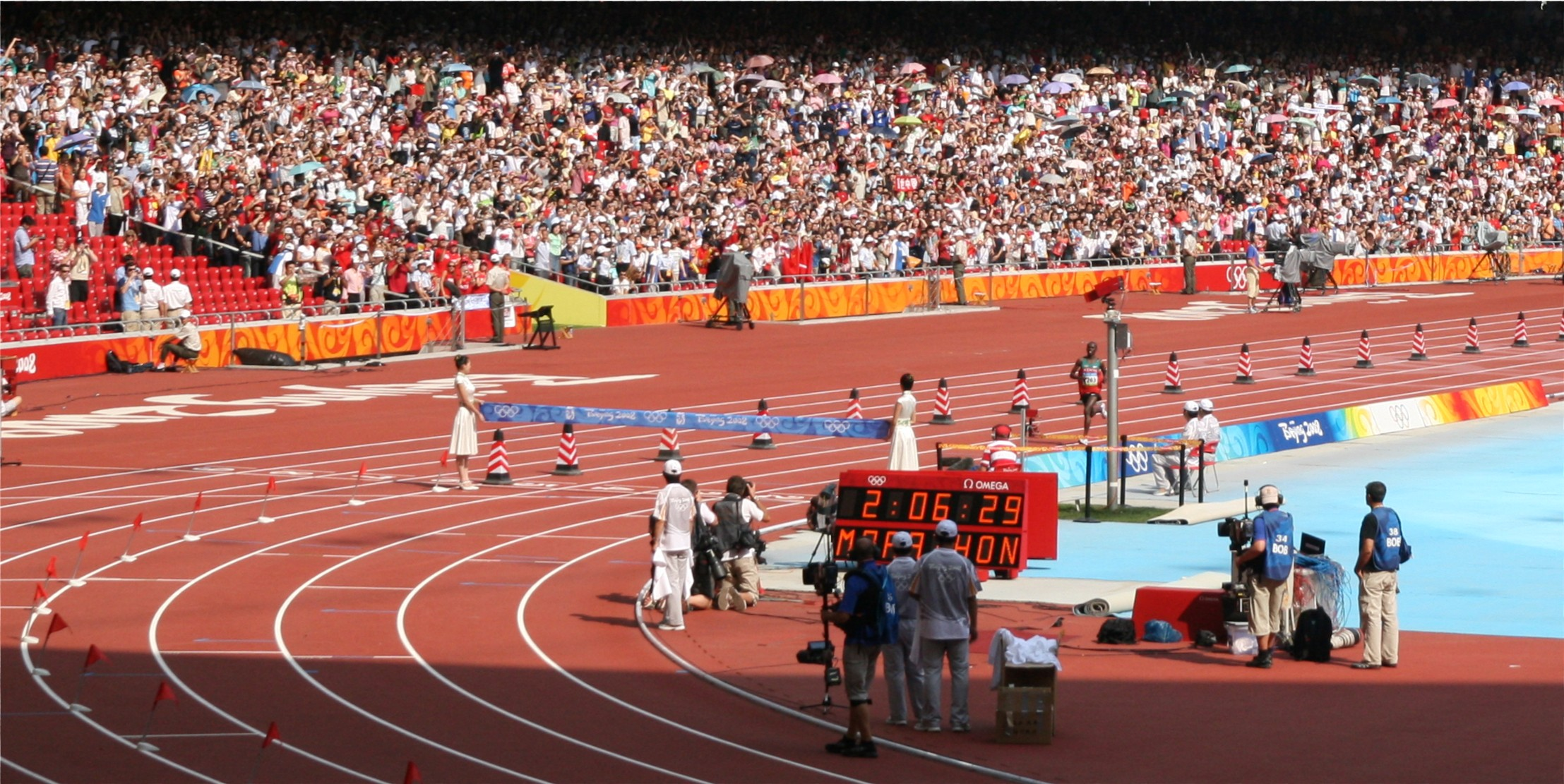
Samuel Kamau Wanjiru beim Zieleinlauf

| Platz | Athlet               | Land | Zeit (h)   |
| ----- | -------------------- | ---- | ---------- |
| 1     | Samuel Kamau Wanjiru | KEN  | 2:06:32 OR |
| 2     | Jaouad Gharib        | MAR  | 2:07:16000 |
| 3     | Tsegay Kebede        | ETH  | 2:10:00000 |
| 4     | Deriba Merga         | ETH  | 2:10:21000 |
| 5     | Martin Kiptoo Lel    | KEN  | 2:10:24000 |
| 6     | Viktor Röthlin       | SUI  | 2:10:35000 |
| 7     | Gashaw Asfaw         | ETH  | 2:10:52000 |
| 8     | Yared Asmerom        | ERI  | 2:11:11000 |

Datum: 24. August 2008, 7:30 Uhr
Weitere Teilnehmer aus deutschsprachigen Ländern:

Marcel Tschopp,  Liechtenstein (Rang 74 in 2:35:06 h)

### 110 m Hürden
| Platz | Athlet           | Land | Zeit (s) |
| ----- | ---------------- | ---- | -------- |
| 1     | Dayron Robles    | CUB  | 12,93    |
| 2     | David Payne      | USA  | 13,17    |
| 3     | David Oliver     | USA  | 13,18    |
| 4     | Ladji Doucouré   | FRA  | 13,24    |
| 5     | Artur Noga       | POL  | 13,36    |
| 6     | Maurice Wignall  | JAM  | 13,46    |
| 7     | Richard Phillips | JAM  | 13,60    |
| 8     | Jackson Quiñónez | ESP  | 13,69    |

Finale: 21. August 2008, 21:40 Uhr
Wind: +0,1 m/s

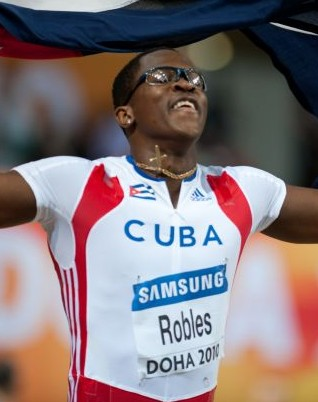
Weltrekordinhaber Dayron Robles gewann olympisches Gold

Teilnehmer aus deutschsprachigen Ländern:

Andreas Kundert,  Schweiz (Start wegen Krankheit abgesagt)

### 400 m Hürden
| Platz | Athlet                | Land | Zeit (s) |
| ----- | --------------------- | ---- | -------- |
| 1     | Angelo Taylor         | USA  | 47,25    |
| 2     | Kerron Clement        | USA  | 47,98    |
| 3     | Bershawn Jackson      | USA  | 48,06    |
| 4     | Danny McFarlane       | JAM  | 48,30    |
| 5     | Louis Jacobus van Zyl | RSA  | 48,42    |
| 6     | Marek Plawgo          | POL  | 48,52    |
| 7     | Markino Buckley       | JAM  | 48,60    |
| 8     | Periklis Iakovakis    | GRE  | 49,96    |

Finale: 18. August 2008, 22:00 Uhr

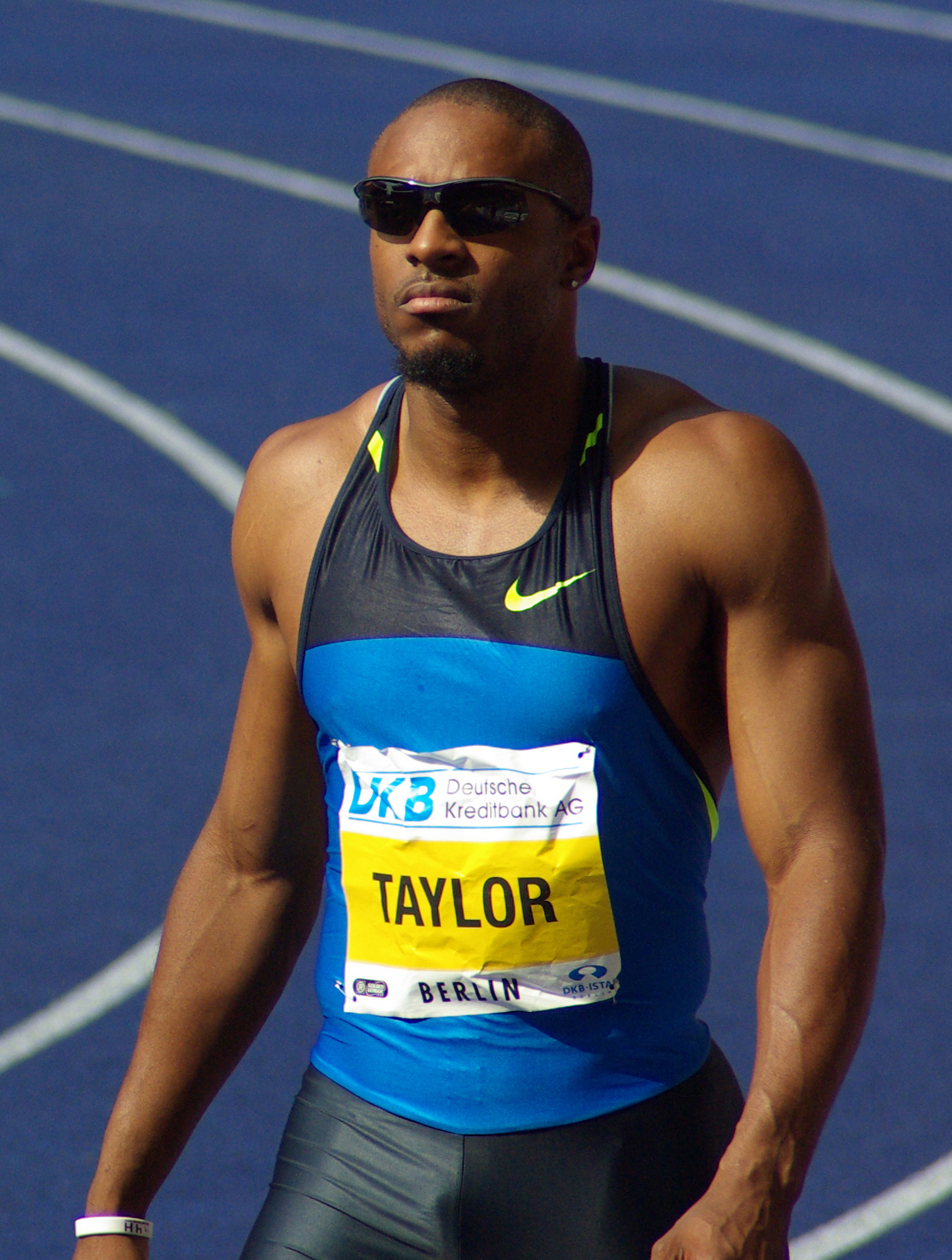
Angelo Taylor – nach acht Jahren zum zweiten Mal Olympiasieger

Keine Teilnehmer aus deutschsprachigen Ländern

### 3000 m Hindernis
| Platz | Athlet                      | Land | Zeit (min) |
| ----- | --------------------------- | ---- | ---------- |
| 1     | Brimin Kiprop Kipruto       | KEN  | 8:10,34000 |
| 2     | Mahiedine Mekhissi-Benabbad | FRA  | 8:10,49000 |
| 3     | Richard Kipkemboi Mateelong | KEN  | 8:11,01000 |
| 4     | Yacob Jarso                 | ETH  | 8:13,47 NR |
| 5     | Bouabdellah Tahri           | FRA  | 8:14,79000 |
| 6     | Youcef Abdi                 | AUS  | 8:16,36000 |
| 7     | Ezekiel Kemboi              | KEN  | 8:16,38000 |
| 8     | Abubaker Ali Kamal          | QAT  | 8:16,59000 |

Finale: 18. August 2008, 21:10 Uhr

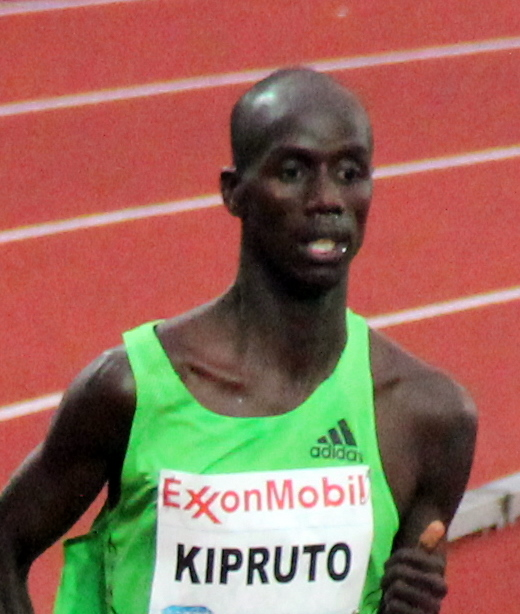
Brimin Kipruto – Olympiagold
nach WM-Gold im Vorjahr

Keine Teilnehmer aus deutschsprachigen Ländern

### 4 × 100 m Staffel
| Platz | Land                | Athleten | Zeit (s)                                                           |
| ----- | ------------------- | --- | ------------------------------------------------------------------ |
| 1     | Trinidad und Tobago | Keston Bledman Marc Burns Emmanuel Callender (Finale) Richard Thompson im Vorlauf außerdem: Aaron Armstrong | 38,06                                                              |
| 2     | Japan               | Naoki Tsukahara Shingo Suetsugu Shinji Takahira Nobuharu Asahara                                            | 38,15                                                              |
| 3     | Brasilien           | Vicente de Lima Sandro Viana Bruno de Barros José Carlos Moreira                                            | 38,24                                                              |
| 4     | Deutschland         | Tobias Unger Till Helmke Alexander Kosenkow Martin Keller                                                   | 38,58                                                              |
| 5     | Kanada              | Hank Palmer Anson Henry Jared Connaughton Pierre Browne                                                     | 38,66                                                              |
| DSQ   | Volksrepublik China | Wen Yongyi Zhang Peimeng Lu Bin Hu Kai                                                                      | Wechselfehler nach Regel 170.14                                    |
| DSQ   | Niederlande         | Maarten Heisen Guus Hoogmoed Patrick van Luijk Caimin Douglas                                               | Wechselfehler nach Regel 170.14                                    |
| DOP   | Jamaika             | Nesta Carter Michael Frater Usain Bolt (Finale) Asafa Powell im Vorlauf außerdem: Dwight Thomas             | 37,10 IOC Rule 59.2.1 Dopingnachweis bei Nesta Carter im Juni 2016 |

Finale: 22. August 2008, 22:10 Uhr
Keine weiteren Teilnehmer aus deutschsprachigen Ländern
Aus den beiden Vorläufen erreichten acht Staffeln das Finale, darunter die deutsche Staffel als Dritte ihres Vorlaufs. Nur Thailand und Frankreich konnten sich nicht qualifizieren, während sechs Staffeln nach Wechselfehlern gar nicht in die Wertung kamen, darunter die US-Amerikaner mit der besten und die Briten mit der drittbesten Qualifikationszeit.
Doping:
Die jamaikanische Staffel wurde 2017 wegen Dopings des Startläufers Nesta Carter nachträglich disqualifiziert. Carter war positiv auf das Dopingmittel Methylhexanamin getestet worden.

### 4 × 400 m Staffel
| Platz | Land           | Athleten | Zeit (min) |
| ----- | -------------- | --- | ---------- |
| 1     | USA            | LaShawn Merritt (Finale) Angelo Taylor David Neville Jeremy Wariner (Finale) im Vorlauf außerdem: Kerron Clement Reggie Witherspoon | 2:55,39 OR |
| 2     | Bahamas        | Andretti Bain (Finale) Michael Mathieu Andrae Williams Chris Brown (Finale) im Vorlauf außerdem: Avard Moncur Ramon Miller          | 2:58,03000 |
| 3     | Großbritannien | Andrew Steele Robert Tobin Michael Bingham Martyn Rooney                                                                            | 2:58,81000 |
| 4     | Belgien        | Kevin Borlée Jonathan Borlée Cédric Van Branteghem Arnaud Ghislain                                                                  | 2:59,37 NR |
| 5     | Australien     | Sean Wroe (Finale) John Steffensen Clinton Hill Joel Milburn im Vorlauf außerdem: Mark Ormrod                                       | 3:00,02000 |
| 6     | Polen          | Rafał Wieruszewski Piotr Klimczak Piotr Kędzia Marek Plawgo                                                                         | 3:00,32000 |
| 7     | Jamaika        | Michael Blackwood Ricardo Chambers Sanjay Ayre Lanceford Spence (Finale) im Vorlauf außerdem: Allodin Fothergill                    | 3:01,45000 |
| DOP   | Russland       | Maxim Dyldin Wladislaw Frolow Anton Kokorin Denis Alexejew                                                                          | 2:58,06000 |

Finale: 23. August 2008, 21:05 Uhr
Teilnehmer aus deutschsprachigen Ländern:

 Deutschland (Kamghe Gaba, Simon Kirch, Bastian Swillims, Ruwen Faller, nicht eingesetzt: Florian Seitz) – ausgeschieden als Elfte ihres Vorlaufs in 3:03,49 min
Doping:
Die Staffel Russlands wurde im September 2016 durch das IOC disqualifiziert und Bronze nachträglich der britischen Staffel zugesprochen, weil die Nachkontrolle der Dopingprobe von Denis Alexejew positiv war.

### 20 km Gehen
| Platz | Athlet                     | Land | Zeit (h) |
| ----- | -------------------------- | ---- | -------- |
| 1     | Waleri Bortschin           | RUS  | 1:19:01  |
| 2     | Jefferson Pérez            | ECU  | 1:19:15  |
| 3     | Jared Tallent              | AUS  | 1:19:42  |
| 4     | Wang Hao                   | CHN  | 1:19:47  |
| 5     | Ivano Brugnetti            | ITA  | 1:19:51  |
| 6     | Luke Adams                 | AUS  | 1:19:57  |
| 7     | Francisco Javier Fernández | ESP  | 1:20:32  |
| 8     | Robert Heffernan           | IRL  | 1:20:36  |

Datum: 16. August 2008, 9:00 Uhr

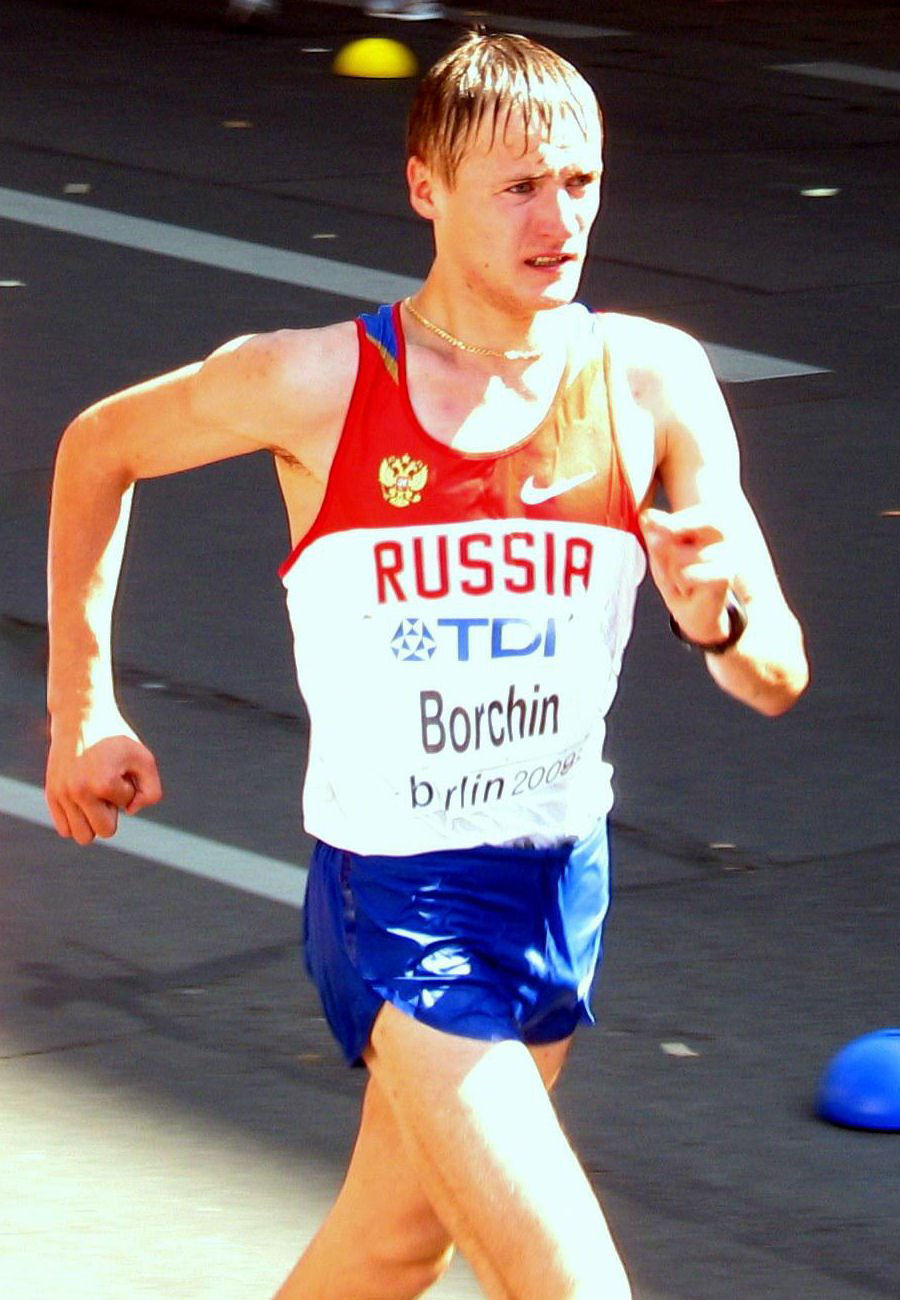
Waleri Bortschin wurde mit seinem starken Schlussabschnitt Olympiasieger

Teilnehmer aus deutschsprachigen Ländern:

André Höhne,  Deutschland (Rang 25 in 1:23:13 h/)

### 50 km Gehen
| Platz | Athlet              | Land | Zeit (h)   |
| ----- | ------------------- | ---- | ---------- |
| 1     | Alex Schwazer       | ITA  | 3:37:09 OR |
| 2     | Jared Tallent       | AUS  | 3:39:27000 |
| 3     | Denis Nischegorodow | RUS  | 3:40:14000 |
| 4     | Jesús Ángel García  | ESP  | 3:44:08000 |
| 5     | Erik Tysse          | NOR  | 3:45:08000 |
| 6     | Horacio Nava        | MEX  | 3:45:21000 |
| 7     | Yūki Yamazaki       | JPN  | 3:45:47000 |
| 8     | Rafał Fedaczyński   | POL  | 3:46:51000 |

Datum: 22. August 2008, 9:30 Uhr

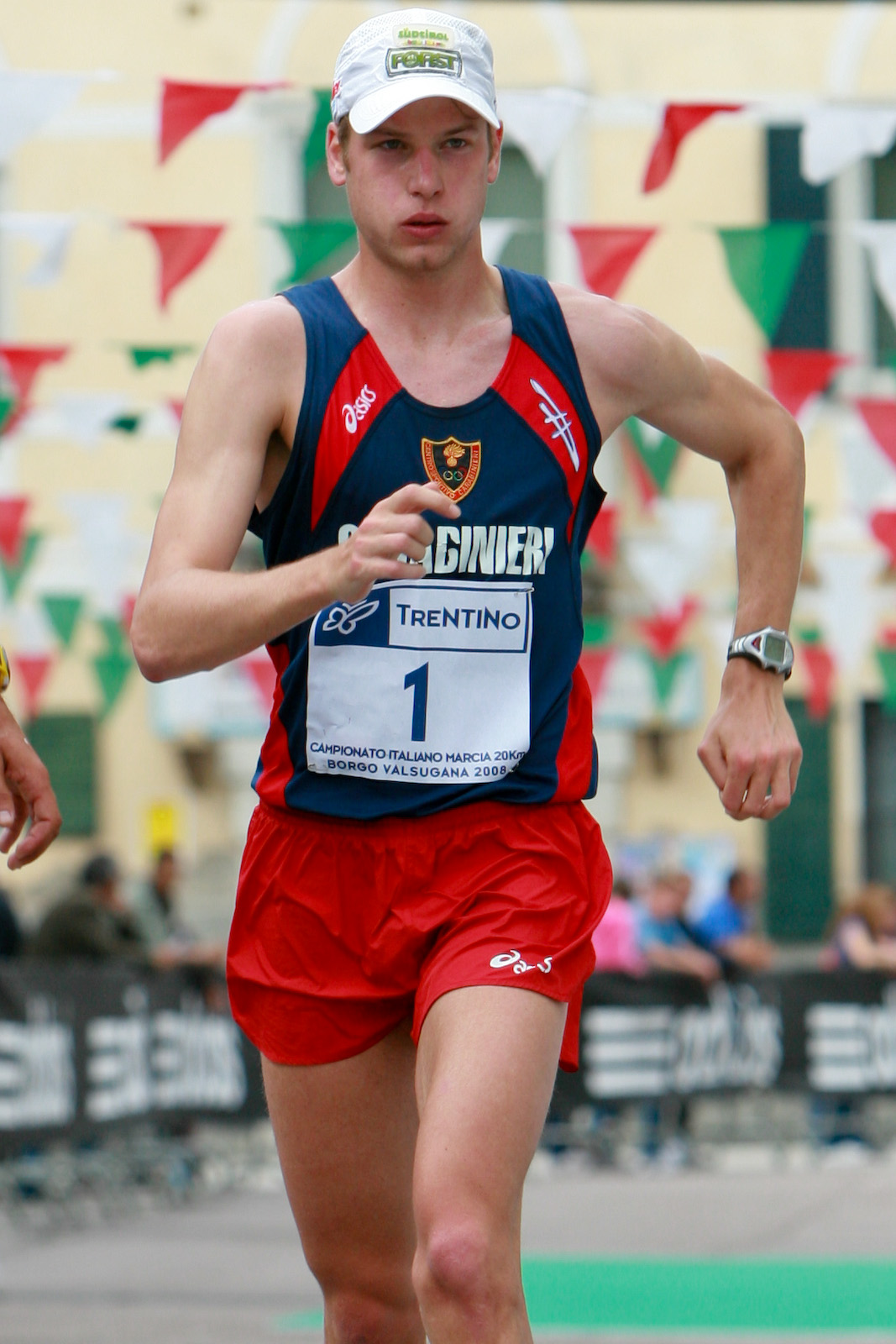
Goldmedaillengewinner Alex Schwazer

Teilnehmer aus deutschsprachigen Ländern:

André Höhne,  Deutschland (Rang zwölf in 3:49:52 h)

### Hochsprung
| Platz | Athlet           | Land | Höhe (m) |
| ----- | ---------------- | ---- | -------- |
| 1     | Andrei Silnow    | RUS  | 2,36     |
| 2     | Germaine Mason   | GBR  | 2,34     |
| 3     | Jaroslaw Rybakow | RUS  | 2,34     |
| 4     | Stefan Holm      | SWE  | 2,32     |
| 5     | Raúl Spank       | GER  | 2,32     |
| 6     | Jaroslav Bába    | CZE  | 2,29     |
| 7     | Tomáš Janků      | CZE  | 2,29     |
| 8     | Tom Parsons      | GBR  | 2,25     |

Finale: 19. August 2008, 19:10 Uhr

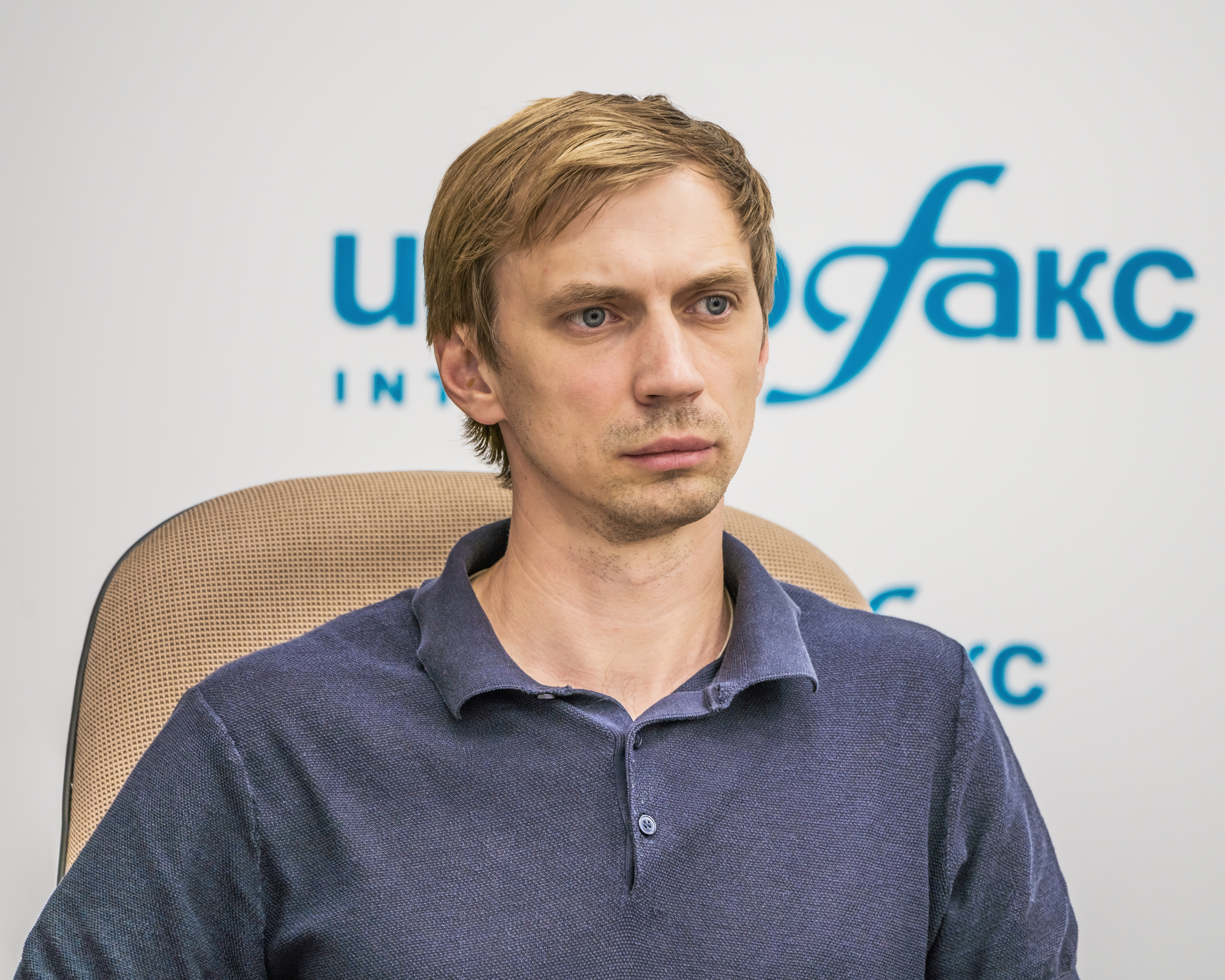
Olympiasieger Andrei Silnow (Foto: 2018) übersprang als einziger Wettbewerber 2,36 m

Keine Teilnehmer aus deutschsprachigen Ländern

### Stabhochsprung

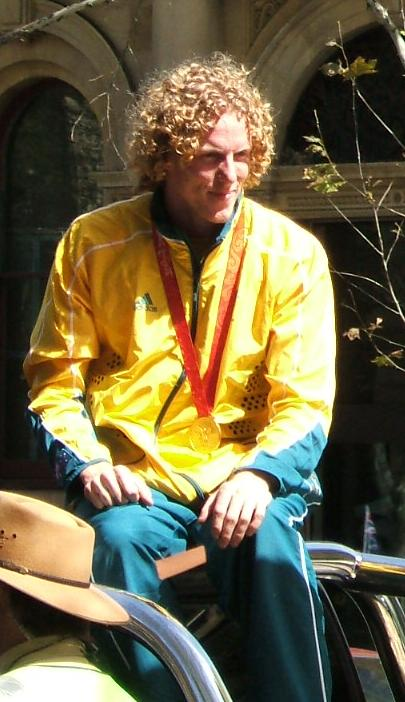
Steve Hooker siegte mit neuem olympischen Rekord

| Platz | Athlet             | Land | Höhe (m) |
| ----- | ------------------ | ---- | -------- |
| 1     | Steve Hooker       | AUS  | 5,96 OR  |
| 2     | Jewgeni Lukjanenko | RUS  | 5,85000  |
| 3     | Derek Miles        | USA  | 5,70000  |
| 4     | Dmitri Starodubzew | RUS  | 5,70000  |
| 5     | Danny Ecker        | GER  | 5,70000  |
| 6     | Jérôme Clavier     | FRA  | 5,60000  |
| 7     | Raphael Holzdeppe  | GER  | 5,60000  |
| 8     | Igor Pawlow        | RUS  | 5,60000  |

Finale: 22. August 2008, 19:55 Uhr
Weitere Teilnehmer aus deutschsprachigen Ländern:

Tim Lobinger,  Deutschland (ausgeschieden als Neunter seiner Qualifikationsgruppe mit 5,55 m)
Steve Hooker hatte durch übersprungene 5,90 m bereits die Goldmedaille sicher und ließ dann die neue olympische Rekordhöhe von 5,96 m auflegen.
Doping:
Der zunächst drittplatzierte Denys Jurtschenko trat nach übersprungenen 5,70 m wegen einer Verletzung zu den weiteren Höhen nicht mehr an. Ihm wurde seine Bronzemedaille im November 2016 wegen Dopingmissbrauchs aberkannt.

### Weitsprung
| Platz | Athlet                 | Land | Weite (m) |
| ----- | ---------------------- | ---- | --------- |
| 1     | Irving Saladino        | PAN  | 8,34      |
| 2     | Godfrey Khotso Mokoena | RSA  | 8,24      |
| 3     | Ibrahim Camejo         | CUB  | 8,20      |
| 4     | Ngonidzashe Makusha    | ZIM  | 8,19      |
| 5     | Ndiss Kaba Badji       | SEN  | 8,16      |
| 6     | Luis Felipe Méliz      | ESP  | 8,07      |
| 7     | Roman Novotný          | CZE  | 8,00      |
| 8     | Gable Garenamotse      | BOT  | 7,85      |

Finale: 18. August 2008, 20:10 Uhr
Doping:

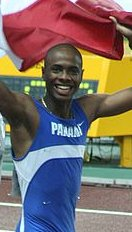
Olympiasieger wurde der amtierende Weltmeister Irving Saladino

Der zunächst fünftplatzierte Kubaner Wilfredo Martínez wurde in Nachtests zu den Olympischen Spielen 2008 und 2012 des Dopings mittels Acetazolamid überführt. Sein Weitsprung-Resultat hier in Peking wurde ihm aberkannt.
Teilnehmer aus deutschsprachigen Ländern:
- Sebastian Bayer,  Deutschland (ausgeschieden als Zwölfter seiner Qualifikationsgruppe mit 7,77 m)
- Julien Fivaz,  Schweiz (ausgeschieden als Siebzehnter seiner Qualifikationsgruppe mit 7,53 m)

### Dreisprung
| Platz | Athlet             | Land | Weite (m) |
| ----- | ------------------ | ---- | --------- |
| 1     | Nelson Évora       | POR  | 17,67000  |
| 2     | Phillips Idowu     | GBR  | 17,62000  |
| 3     | Leevan Sands       | BAH  | 17,59 NR  |
| 4     | Arnie David Giralt | CUB  | 17,52000  |
| 5     | Marian Oprea       | ROM  | 17,22000  |
| 6     | Jadel Gregório     | BRA  | 17,20000  |
| 7     | Onochie Achike     | GBR  | 17,17000  |
| 8     | Wiktor Kusnjezow   | UKR  | 16,87000  |

Finale: 21. August 2008, 20:25 Uhr

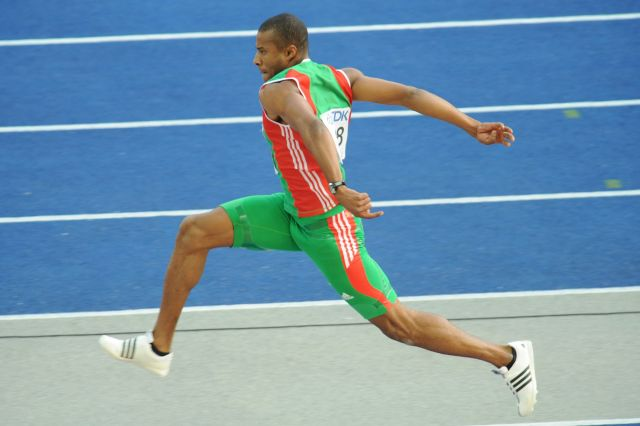
Olympiasieger nach einem spannenden Wettkampf wurde Nelson Évora

Keine Teilnehmer aus deutschsprachigen Ländern

### Kugelstoßen
| Platz | Athlet             | Land | Weite (m) |
| ----- | ------------------ | ---- | --------- |
| 1     | Tomasz Majewski    | POL  | 21,51000  |
| 2     | Christian Cantwell | USA  | 21,09000  |
| 3     | Dylan Armstrong    | CAN  | 21,04 NR  |
| 4     | Jurij Bilonoh      | UKR  | 20,63000  |
| 5     | Reese Hoffa        | USA  | 20,53000  |
| 6     | Pawel Sofjin       | RUS  | 20,42000  |
| 7     | Rutger Smith       | NED  | 20,41000  |
| 8     | Yury Bialou        | BLR  | 20,06000  |

Finale: 15. August 2008, 21:00 Uhr

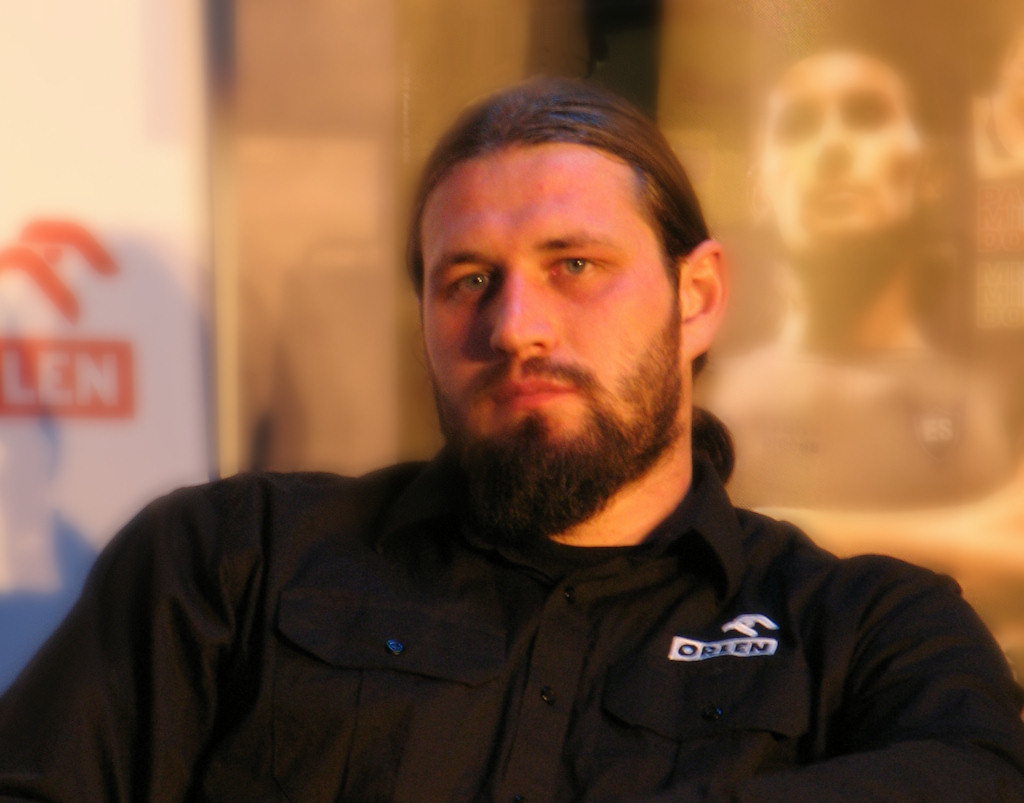
Tomasz Majewski gewann seine erste olympische Goldmedaille

Teilnehmer aus deutschsprachigen Ländern:
- Ralf Bartels,  Deutschland (abgesagt)
- Peter Sack,  Deutschland (ausgeschieden als Siebter seiner Qualifikationsgruppe mit 20,01 m)

Der spätere Olympiasieger Majewski hatte am Vormittag des Wettkampftages in der Qualifikation erstmals die 21-Meter-Marke übertroffen und war damit schon der Beste der Vorausscheidung. Im Finale ging er im ersten Versuch in Führung, verlor diese aber in der zweiten Runde an die späteren Dritt- und Viertplatzierten, den Belarussen Michnewitsch und den Kanadier Armstrong. Mit guten dritten und vierten Versuchen entschied Majewski den Wettkampf. Cantwell stieß erst im letzten Versuch vom fünften Platz auf den zweiten vor. Chancenlos blieben die favorisierten 22-Meter-Stoßer Hoffa (Platz sieben) und Adam Nelson (kein gültiger Versuch).
Doping:

Das Kugelstoßen war überschattet durch drei Dopingfälle, die jeweils erst Jahre später durch Nachkontrollen offensichtlich wurden.
- Dem Belarussen Andrej Michnewitsch wurde die Bronzemedaille am 20. August 2014 wegen Verstoßes gegen die Dopingbestimmungen aberkannt.[9]
- Ebenfalls gedopt war sein zunächst viertplatzierter Landsmann Pawel Lyschyn, der 2016 gleichfalls des Dopingmissbrauchs überführt wurde.[12]
- Der ursprünglich elftplatzierte Iwan Juschkow wurde im August 2016 des Dopingmissbrauchs überführt, seine Ergebnisse von Peking wurden gestrichen.[13]

### Diskuswurf

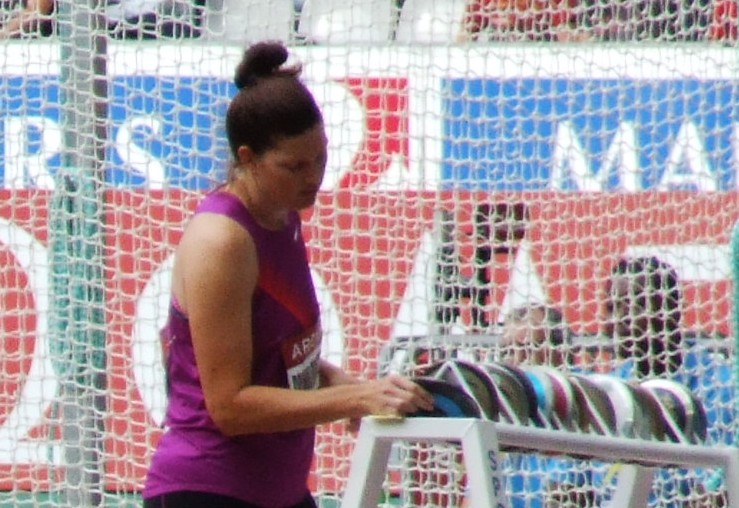
Überraschungssiegerin Stephanie Brown Trafton

| Platz | Athlet                  | Land | Weite (m) |
| ----- | ----------------------- | ---- | --------- |
| 1     | Gerd Kanter             | EST  | 68,82     |
| 2     | Piotr Małachowski       | POL  | 67,82     |
| 3     | Virgilijus Alekna       | LTU  | 67,79     |
| 4     | Robert Harting          | GER  | 67,09     |
| 5     | Yennifer Frank Casañas  | ESP  | 66,49     |
| 6     | Bogdan Pischtschalnikow | RUS  | 65,88     |
| 7     | Rutger Smith            | NED  | 65,39     |
| 8     | Róbert Fazekas          | HUN  | 63,43     |

Finale: 19. August 2008, 21:00 Uhr

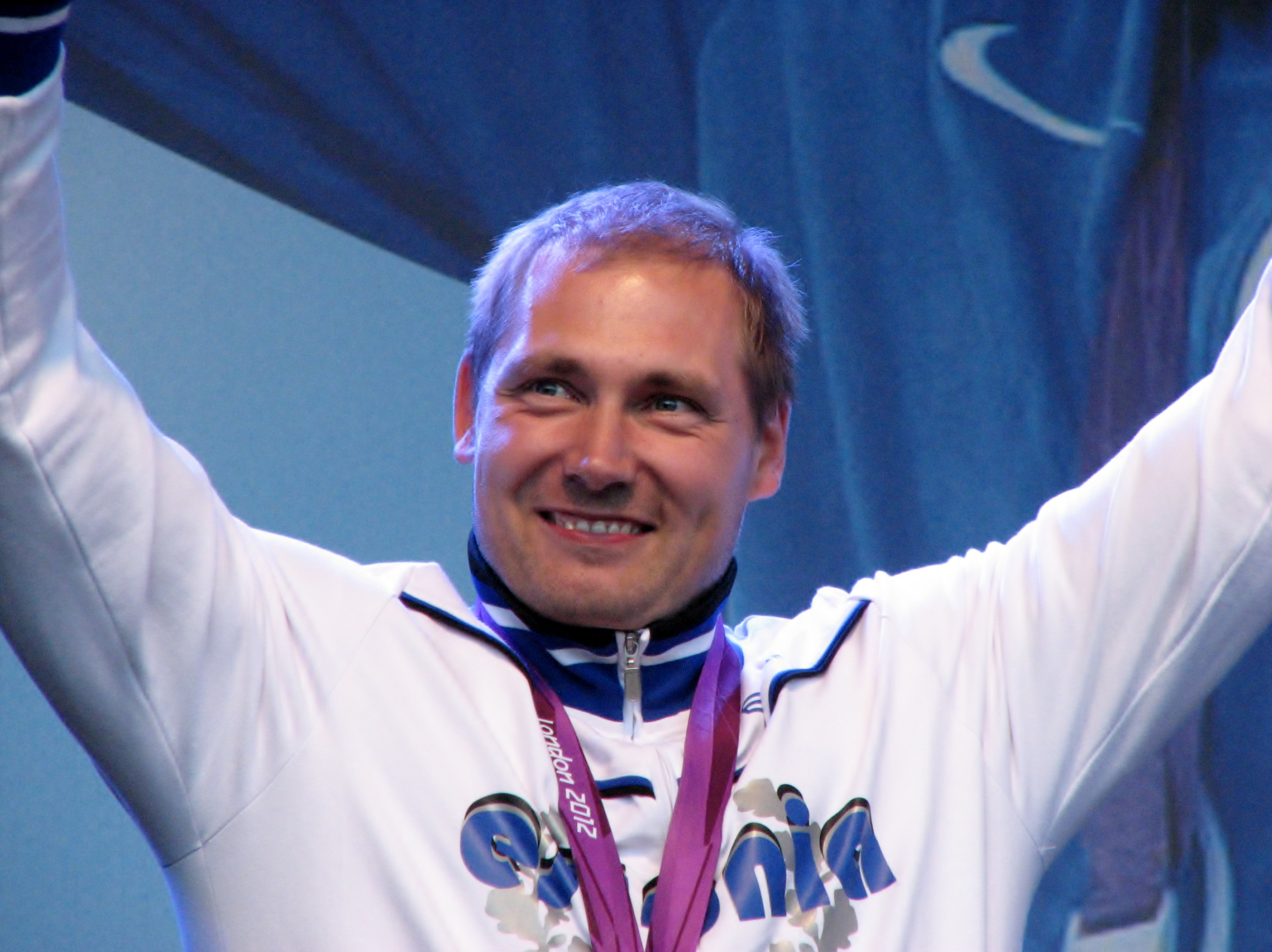
Der amtierende Weltmeister Gerd Kanter wurde nun auch Olympiasieger

Weitere Teilnehmer aus deutschsprachigen Ländern:
- Gerhard Mayer,  Österreich (ausgeschieden als Achter seiner Qualifikationsgruppe mit 61,32 m)
- Hannes Kirchler,  Italien (ausgeschieden als Sechzehnter seiner Qualifikationsgruppe mit 56,44 m)

### Hammerwurf
| Platz | Athlet                 | Land | Weite (m) |
| ----- | ---------------------- | ---- | --------- |
| 1     | Primož Kozmus          | SLO  | 82,02     |
| 2     | Wadsim Dsewjatouski    | BLR  | 81,61     |
| 3     | Iwan Zichan            | BLR  | 81,51     |
| 4     | Krisztián Pars         | HUN  | 80,96     |
| 5     | Kōji Murofushi         | JPN  | 80,71     |
| 6     | Olli-Pekka Karjalainen | FIN  | 79,59     |
| 7     | Szymon Ziółkowski      | POL  | 79,22     |
| 8     | Libor Charfreitag      | SVK  | 78,65     |

Finale: 17. August 2008, 19:10 Uhr

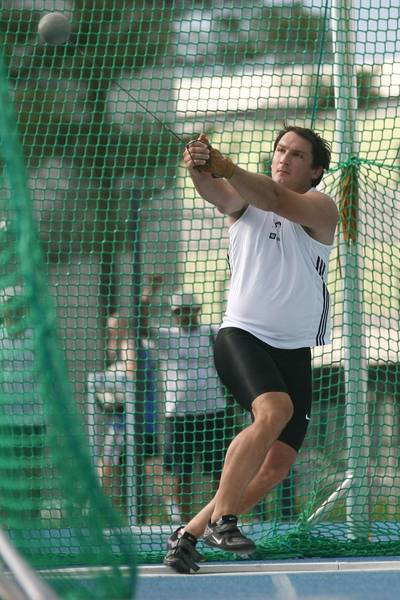
Der siegreiche Primož Kozmus

Teilnehmer aus deutschsprachigen Ländern:

Markus Esser,  Deutschland (Rang neun mit 77,10 m)
Doping:
Wadsim Dsewjatouski und Iwan Zichan wurden wegen positiver Dopingtests zunächst vom IOC im Dezember 2008 disqualifiziert. Die Beschuldigten klagten jedoch gegen diese Entscheidung vor dem Internationalen Sportgerichtshof (CAS), der im Juni 2010 wegen einer Panne im Labor, welches die Proben analysierte, die Disqualifikation der Sportler aufhob. IOC-Vizepräsident Thomas Bach kündigte an, das IOC werde eine weitere Analyse durchführen, um das CAS-Urteil zu kippen. Doch mit der häufig anzutreffenden Halbherzigkeit des IOC im Kampf gegen Doping passierte nichts weiter.

### Speerwurf

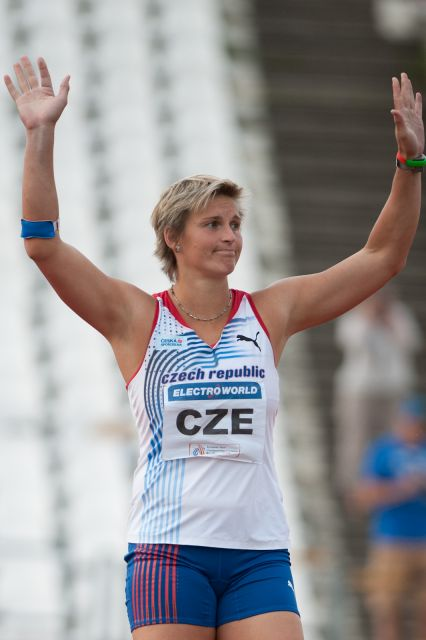
Barbora Špotáková – Olympiasiegerin mit neuem Europarekord

| Platz | Athlet              | Land | Weite (m) |
| ----- | ------------------- | ---- | --------- |
| 1     | Andreas Thorkildsen | NOR  | 90,57 OR  |
| 2     | Ainārs Kovals       | LAT  | 86,64000  |
| 3     | Tero Pitkämäki      | FIN  | 86,16000  |
| 4     | Tero Järvenpää      | FIN  | 83,95000  |
| 5     | Teemu Wirkkala      | FIN  | 83,46000  |
| 6     | Jarrod Bannister    | AUS  | 83,45000  |
| 7     | Ilja Korotkow       | RUS  | 83,15000  |
| 8     | Uladsimir Kaslou    | BLR  | 82,06000  |

Finale: 23. August 2008, 19:10 Uhr

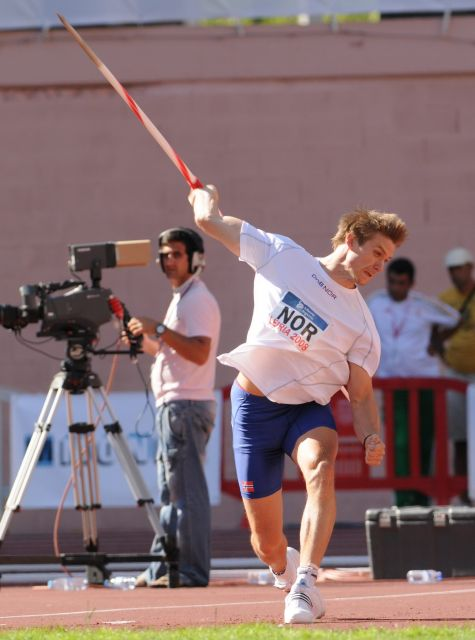
Zweiter Olympiasieg in Folge für Andreas Thorkildsen

Teilnehmer aus deutschsprachigen Ländern:
- Stephan Steding,  Deutschland (ausgeschieden als Siebzehnter seiner Qualifikationsgruppe mit 70,05 m)
- Alexander Vieweg  Deutschland (ausgeschieden als Siebzehnter seiner Qualifikationsgruppe mit 67,49 m)

### Zehnkampf
| Platz | Athlet              | Land | Punkte  |
| ----- | ------------------- | ---- | ------- |
| 1     | Bryan Clay          | USA  | 8791000 |
| 2     | Andrej Krautschanka | BLR  | 8551000 |
| 3     | Leonel Suárez       | CUB  | 8527 NR |
| 4     | Romain Barras       | FRA  | 8253000 |
| 5     | Roman Šebrle        | CZE  | 8241000 |
| 6     | Oleksij Kasjanow    | UKR  | 8238000 |
| 7     | André Niklaus       | GER  | 8220000 |
| 8     | Maurice Smith       | JAM  | 8205000 |

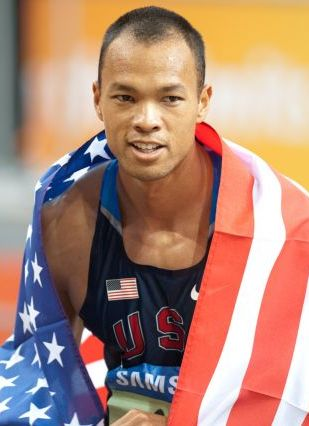
Gold ging an den Mitfavoriten Bryan Clay

Datum: 21. August 2008, 9:20 Uhr bis 22. August 2008, 21:49 Uhr
Weitere Teilnehmer aus deutschsprachigen Ländern:
- Arthur Abele.  Deutschland (wegen Verletzung vor der fünften Disziplin, dem 400-Meter-Lauf, aufgegeben)
- Michael Schrader,  Deutschland (Rang zehn mit 8194 Punkten)

Doping:
Durch das IOC initiierte Untersuchungen an den archivierten Proben ergaben im Juni 2016, dass der russische Athlet Alexandr Pogorelow mit Turinabol gedopt war. Er wurde am 15. August 2016 nachträglich disqualifiziert, sein vierter Platz wurde ihm aberkannt.

## Resultate Frauen

### 100 m
| Platz | Athletin                 | Land | Zeit (s) |
| ----- | ------------------------ | ---- | -------- |
| 1     | Shelly-Ann Fraser        | JAM  | 10,78    |
| 2     | Sherone Simpson          | JAM  | 10,98    |
| 2     | Kerron Stewart           | JAM  | 10,98    |
| 4     | Lauryn Williams          | USA  | 11,03    |
| 5     | Muna Lee                 | USA  | 11,07    |
| 6     | Jeanette Kwakye          | GBR  | 11,14    |
| 7     | Debbie Ferguson-McKenzie | BAH  | 11,19    |
| 8     | Torri Edwards            | USA  | 11,20    |

Finale: 17. August 2008, 22:25 Uhr
Wind: ±0,0 m/s

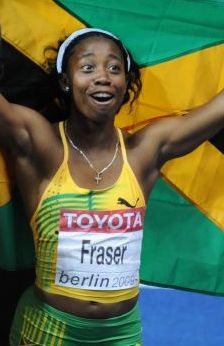
Shelly-Ann Fraser – Gold ging an die kleinste Läuferin im Finale

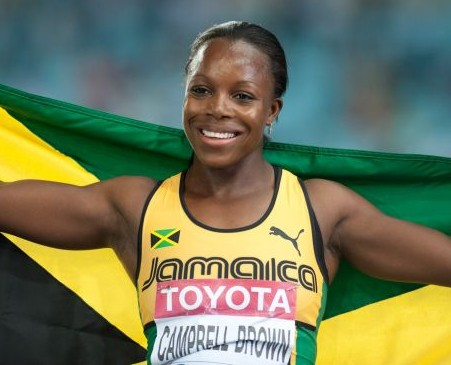
Veronica Campbell wiederholte ihren Olympiasieg von 2004

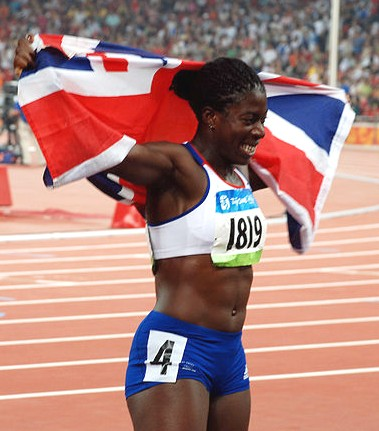
Ein Jahr nach WM-Gold nun auch olympisches Gold für Christine Ohuruogu

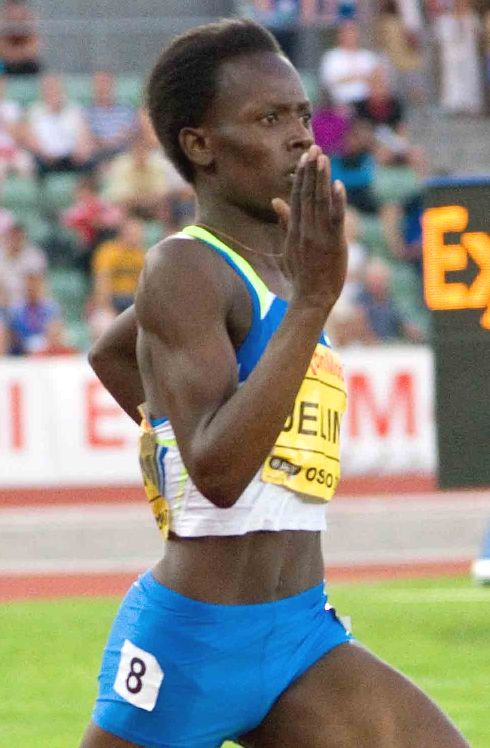
Olympiasiegerin Pamela Jelimo

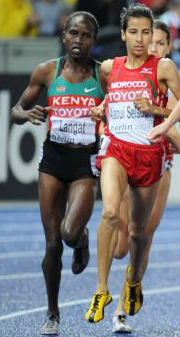
Olympiasiegerin Nancy Jebet Langat (hier an zweiter Stelle liegend beim ISTAF 2009 in Berlin)

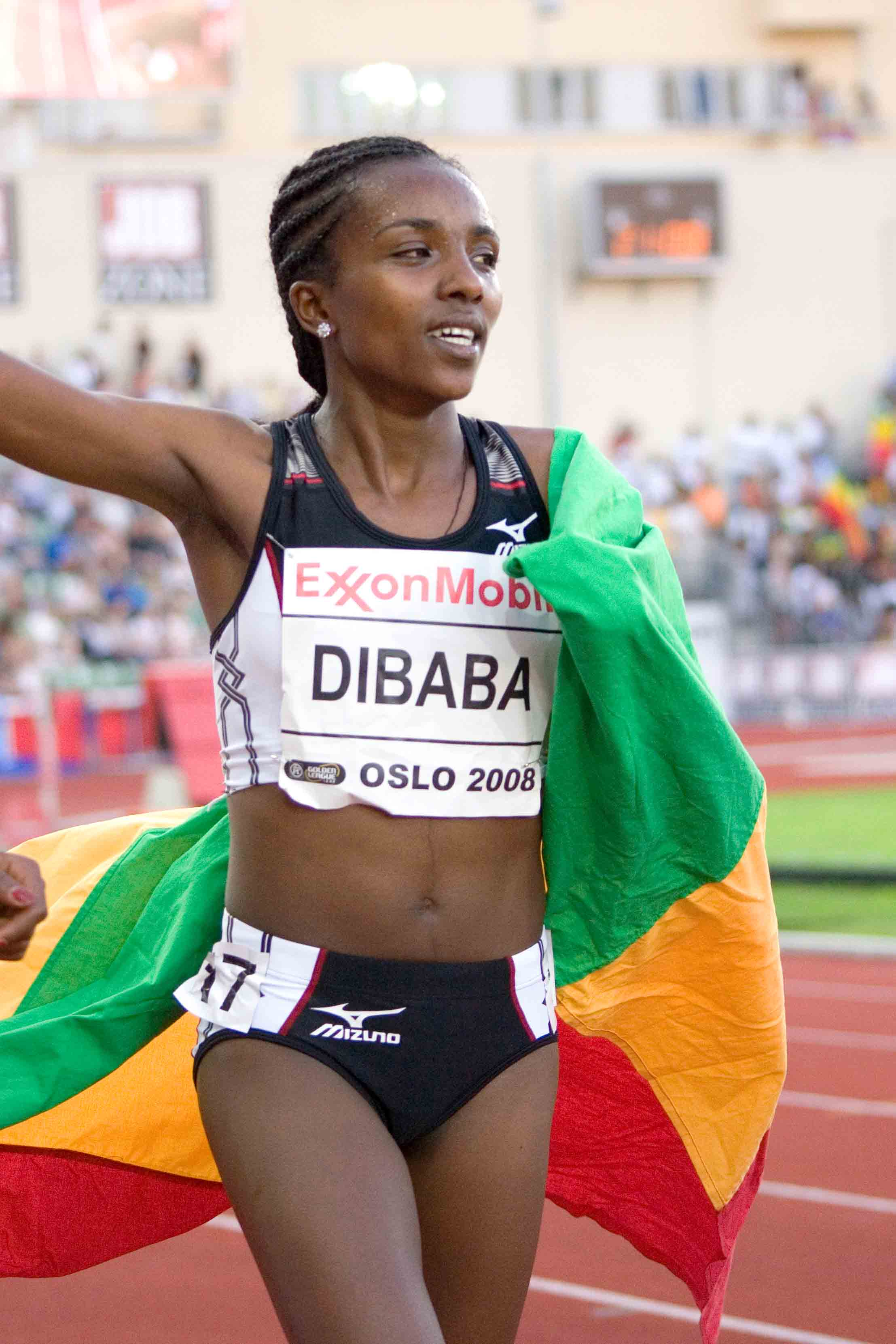
Zweites Gold für die Weltrekordinhaberin Tirunesh Dibaba

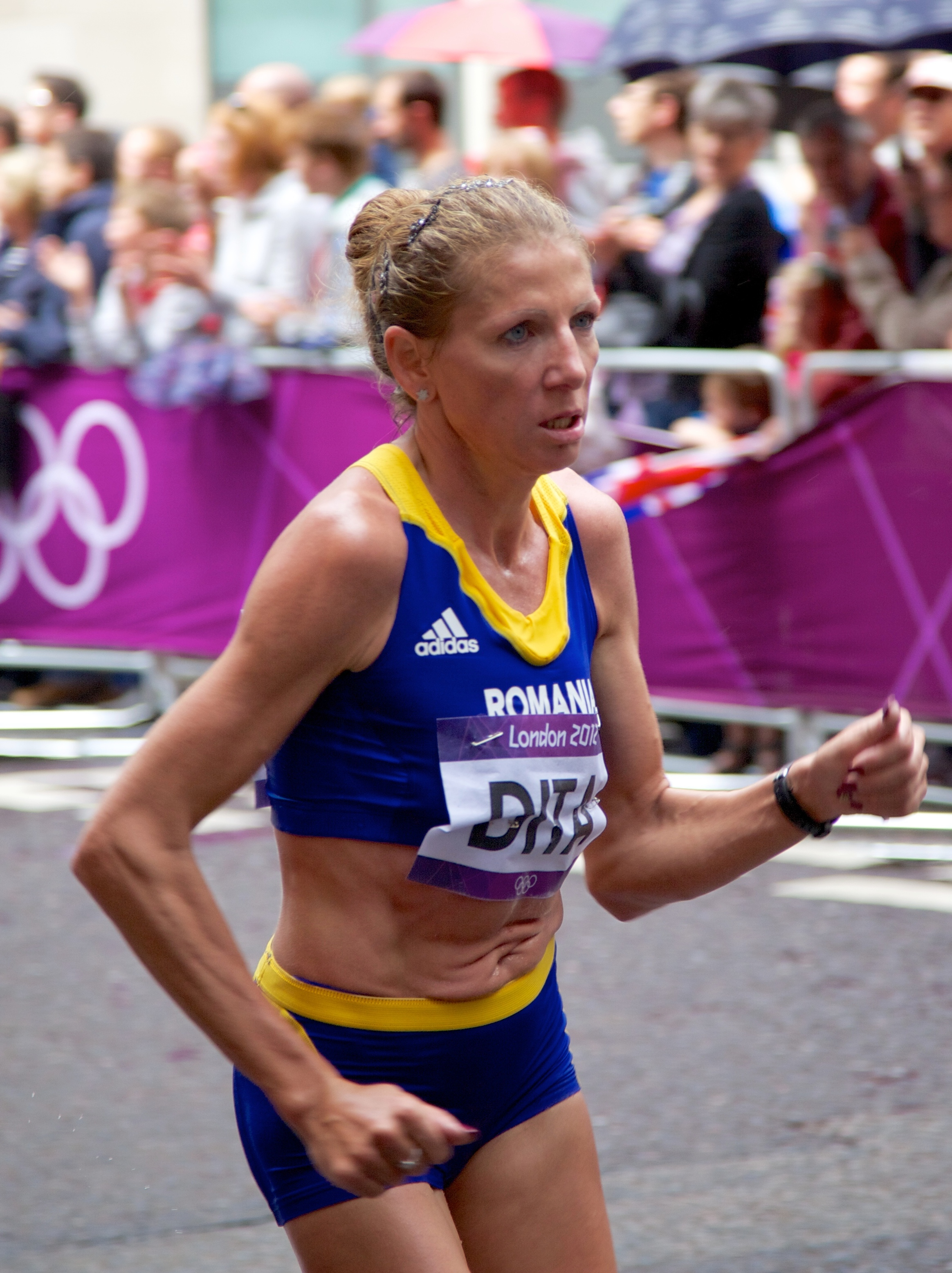
Gold für die Mitfavoritin Constantina Diță-Tomescu

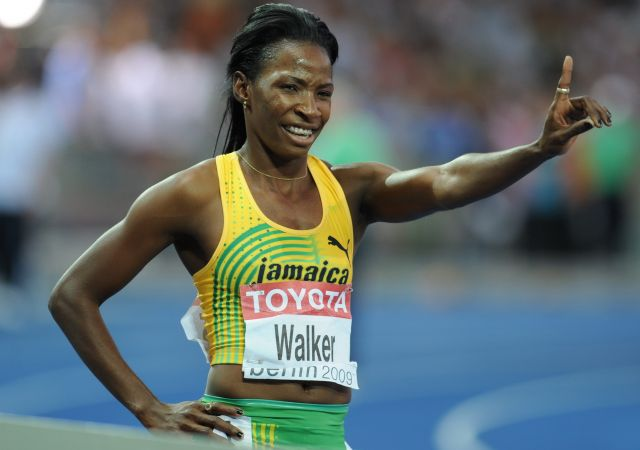
Melaine Walker siegte mit neuem Olympiarekord

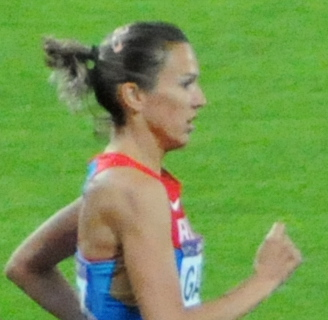
Gulnara Galkina – Olympiasiegerin mit Weltrekord

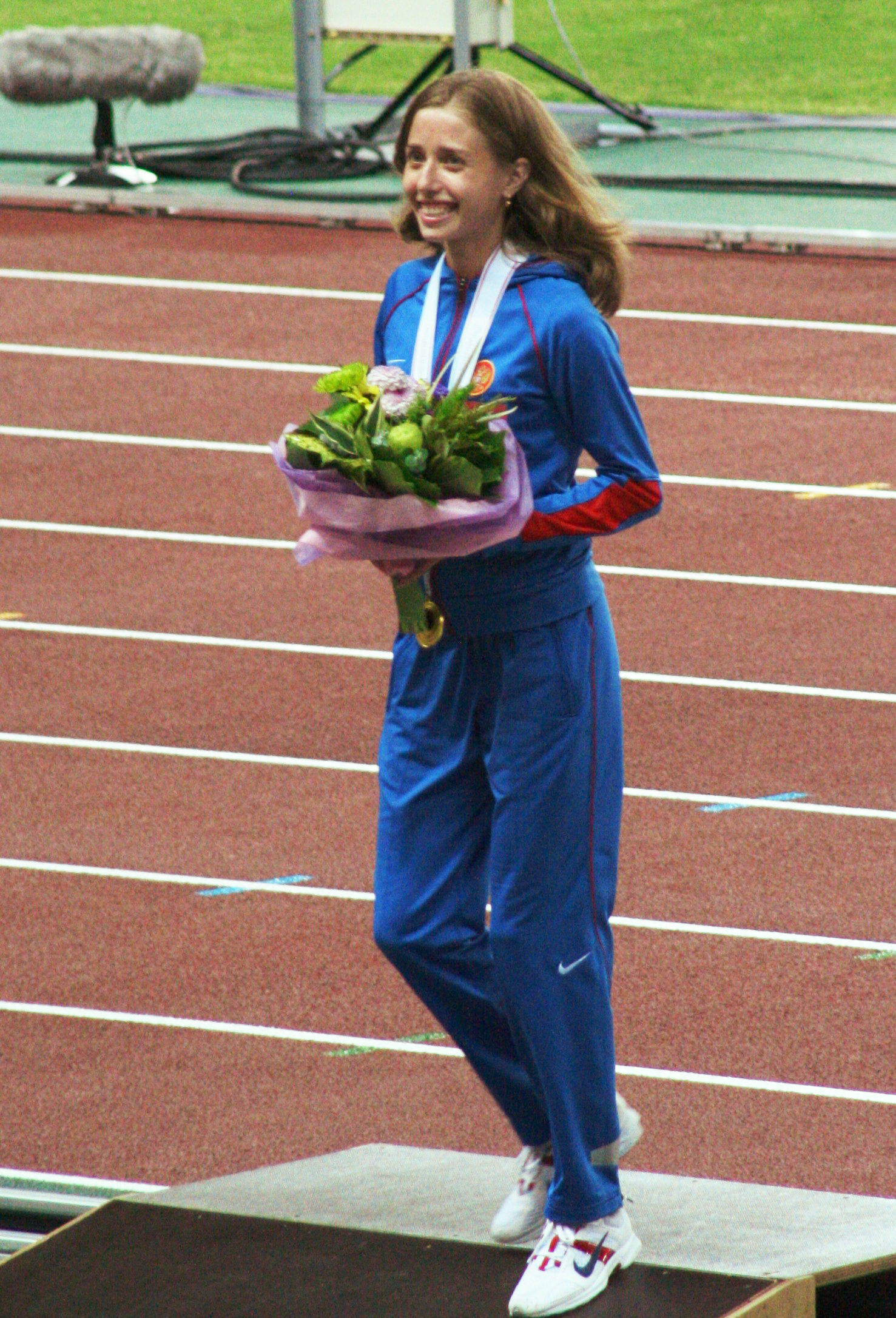
Gold errang die mitfavorisierte Olga Kaniskina

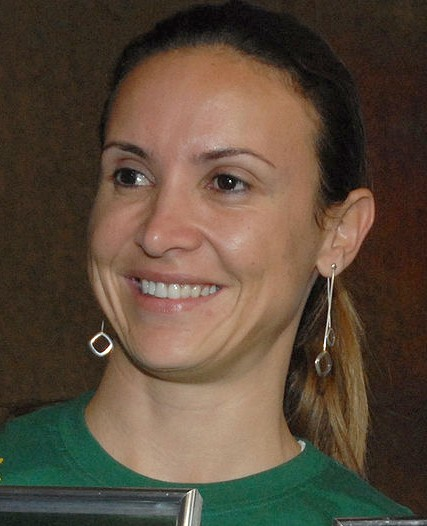
Gold für die Mitfavoritin Maurren Higa Maggi

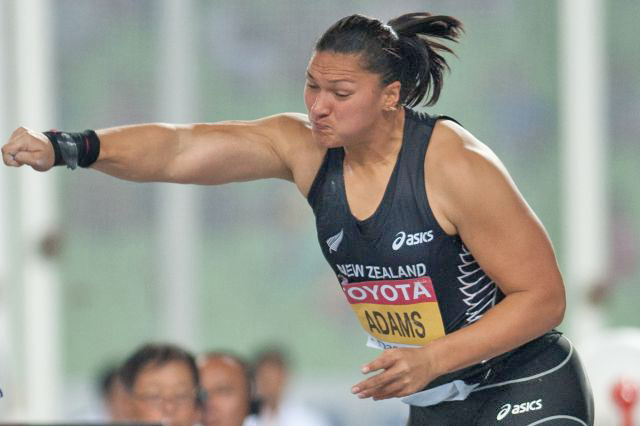
Klarer Sieg mit Ozeanienrekord für Valerie Vili

Keine Teilnehmerinnen aus deutschsprachigen Ländern

### 200 m
| Platz | Athletin                 | Land | Zeit (s) |
| ----- | ------------------------ | ---- | -------- |
| 1     | Veronica Campbell-Brown  | JAM  | 21,74    |
| 2     | Allyson Felix            | USA  | 21,93    |
| 3     | Kerron Stewart           | JAM  | 22,00    |
| 4     | Muna Lee                 | USA  | 22,01    |
| 5     | Marshevet Hooker         | USA  | 22,34    |
| 6     | Sherone Simpson          | JAM  | 22,36    |
| 7     | Debbie Ferguson-McKenzie | BAH  | 22,61    |
| 8     | Cydonie Mothersill       | CAY  | 22,68    |

Finale: 21. August 2008, 19:30 Uhr
Wind: +0,6 m/s
Keine Teilnehmerinnen aus deutschsprachigen Ländern

### 400 m
| Platz | Athletin                    | Land | Zeit (s) |
| ----- | --------------------------- | ---- | -------- |
| 1     | Christine Ohuruogu          | GBR  | 49,62    |
| 2     | Shericka Williams           | JAM  | 49,69    |
| 3     | Sanya Richards              | USA  | 49,93    |
| 4     | Julija Guschtschina         | RUS  | 50,01    |
| 5     | Rosemarie Whyte             | JAM  | 50,68    |
| 6     | Amantle Montsho             | BOT  | 51,18    |
| DSQ   | Tatjana Firowa              | RUS  |          |
| DSQ   | Anastassija Kapatschinskaja | RUS  |          |

Finale: 19. August 2008, 22:10 Uhr
Keine Teilnehmerinnen aus deutschsprachigen Ländern
Doping:
In diesem Wettbewerb gab es zwei Dopingfälle:
- Als nachträglich überführte Dopingsünderin wurde die russische Läuferin Tatjana Firowa im August 2016 disqualifiziert, ihr zunächst sechster Platz wurde als Resultat aberkannt.[16]
- Auch die Russin Anastassija Kapatschinskaja wurde als Wiederholungstäterin am 19. August 2016 nachträglich disqualifiziert und damit ihr zunächst erreichter fünfter Platz für sie gestrichen.[15]

### 800 m
| Platz | Athletin                  | Land | Zeit (min)    |
| ----- | ------------------------- | ---- | ------------- |
| 1     | Pamela Jelimo             | KEN  | 1:54,87 AF/WL |
| 2     | Janeth Jepkosgei Busienei | KEN  | 1:56,07000000 |
| 3     | Hasna Benhassi            | MAR  | 1:56,73000000 |
| 4     | Swetlana Kljuka           | RUS  | 1:56,94000000 |
| 5     | Maria de Lurdes Mutola    | MOZ  | 1:57,68000000 |
| 6     | Kenia Sinclair            | JAM  | 1:58,24000000 |
| 7     | Julija Krewsun            | UKR  | 1:58,73000000 |
| 8     | Tatjana Andrianowa        | RUS  | 2:02,63000000 |

Finale: 18. August 2008, 21:35 Uhr
Keine Teilnehmerinnen aus deutschsprachigen Ländern

### 1500 m
| Platz | Athletin             | Land | Zeit (min) |
| ----- | -------------------- | ---- | ---------- |
| 1     | Nancy Jebet Langat   | KEN  | 4:00,23    |
| 2     | Iryna Lischtschynska | UKR  | 4:01,63    |
| 3     | Natalija Tobias      | UKR  | 4:01,78    |
| 4     | Lisa Dobriskey       | GBR  | 4:02,10    |
| 5     | Maryam Yusuf Jamal   | BHR  | 4:02,71    |
| 6     | Natalia Rodríguez    | ESP  | 4:03,19    |
| 7     | Shannon Rowbury      | USA  | 4:03,58    |
| 8     | Iris Fuentes-Pila    | ESP  | 4:04,86    |

Finale: 23. August 2008, 19:50 Uhr
Keine Teilnehmerinnen aus deutschsprachigen Ländern

### 5000 m
| Platz | Athletin                  | Land | Zeit (min) |
| ----- | ------------------------- | ---- | ---------- |
| 1     | Tirunesh Dibaba           | ETH  | 15:41,40   |
| 2     | Meseret Defar             | ETH  | 15:44,12   |
| 3     | Sylvia Jebiwott Kibet     | KEN  | 15:44,96   |
| 4     | Vivian Jepkemoi Cheruiyot | KEN  | 15:46,32   |
| 5     | Lilija Schobuchowa        | RUS  | 15:46,62   |
| 6     | Alemitu Bekele            | TUR  | 15:48,48   |
| 7     | Meselech Melkamu          | ETH  | 15:49,03   |
| 8     | Kara Goucher              | USA  | 15:49,39   |

Finale: 22. August 2008, 20:40 Uhr
Teilnehmerinnen aus deutschsprachigen Ländern:

Silvia Weissteiner,  Italien (ausgeschieden als Zehnte ihres Vorlaufs in 15:23,45 min)
Doping:
Wie auch über 10.000 Meter wurde der Silbermedaillengewinnerin Elvan Abeylegesse im März 2017 ihre Medaille wegen Dopingmissbrauchs aberkannt.

### 10.000 m
| Platz | Athletin               | Land | Zeit (min)     |
| ----- | ---------------------- | ---- | -------------- |
| 1     | Tirunesh Dibaba        | ETH  | 29:54,66 OR/AF |
| 2     | Shalane Flanagan       | USA  | 30:22,22 NM00  |
| 3     | Linet Chepkwemoi Masai | KEN  | 30:26,50 NR00  |
| 4     | Marija Konowalowa      | RUS  | 30:35,8400000  |
| 5     | Lucy Wangui Kabuu      | KEN  | 30:39,9600000  |
| 6     | Lornah Kiplagat        | NED  | 30:40,2700000  |
| 7     | Kimberley Smith        | NZL  | 30:51,0000000  |
| 8     | Kara Goucher           | USA  | 30:55,1600000  |

Datum: 15. August, 2008, 22:45 Uhr
Teilnehmerinnen aus deutschsprachigen Ländern:

Sabrina Mockenhaupt,  Deutschland (Elfte in 31:14,21 min)
In einem extrem schnellen Rennen, bei dem zwei Kontinentalrekorde aufgestellt wurden, machte zunächst die Niederländerin Lornah Kiplagat das Tempo. Die für die Türkei startende gebürtige Äthiopierin Elvan Abeylegesse – später allerdings wegen Dopingvergehens disqualifiziert – übernahm die Spitze, als Kiplagat auf dem siebten Kilometer zurückfiel, und setzte sich ca. zwei Kilometer vor Schluss gemeinsam mit Tirunesh Dibaba vom Feld ab. In der Schlussrunde war Dibaba die spurtstärkere Läuferin und siegte mit Olympia- und Afrikarekord, während Abeylegesse, deren Dopingvergehen lange unentdeckt blieb, als zunächst Zweitplatzierte einlief. Für die Kenianerin Linet Masai blieb am Ende die Bronzemedaille, denn überraschend kam die US-Amerikanerin Shalane Flanagan, die ihren eigenen Nordamerikarekord um über zehn Sekunden verbesserte, auf den zweiten Rang. Die Deutsche Sabrina Mockenhaupt teilte sich das Rennen klug ein und belegte mit ihrer persönlichen Bestzeit von 31:14,21 min den elften Platz, nachdem sie erst kurz vor Schluss überrundet worden war. Tirunesh Dibaba unterbot erstmals seit dem Weltrekord der Chinesin Wang Junxia von 1993 die 30-Minuten-Grenze. Von 31 gestarteten Läuferinnen beendeten 27 das Rennen, zwei wurden wegen Dopingvergehens disqualifiziert.
Doping:
In diesem Wettbewerb gab es zwei Dopingfälle:
- Die Russin Inga Abitowa wurde im September 2016 vom IOC wegen der Einnahme von unerlaubten Dopingmitteln disqualifiziert.[8]
- Wie auch über 5000 Meter wurde der Silbermedaillengewinnerin Elvan Abeylegesse im März 2017 ihre Medaille wegen Dopingmissbrauchs aberkannt.[17]

### Marathon
| Platz | Athletin          | Land | Zeit (h) |
| ----- | ----------------- | ---- | -------- |
| 1     | Constantina Diță  | ROM  | 2:26:44  |
| 2     | Catherine Ndereba | KEN  | 2:27:06  |
| 3     | Zhou Chunxiu      | CHN  | 2:27:07  |
| 4     | Zhu Xiaolin       | CHN  | 2:27:16  |
| 5     | Martha Komu       | KEN  | 2:27:23  |
| 6     | Mara Yamauchi     | GBR  | 2:27:29  |
| 7     | Irina Timofejewa  | RUS  | 2:27:31  |
| 8     | Lidia Șimon       | ROM  | 2:27:51  |

Datum: 17. August 2008, 7:30 Uhr
Teilnehmerinnen aus deutschsprachigen Ländern:
- Melanie Kraus,  Deutschland (Rang 38 in 2:35:17 h)
- Susanne Hahn  Deutschland (Rang 52 in 2:38:31 h)
- Eva-Maria Gradwohl  Österreich (Rang 57 in 2:44:24 h)

Bei 23 °C und leichtem Regen blieb die befürchtete Hitzeschlacht aus. Kurz nach Kilometer zwanzig setzte sich Diţă vom Rest des Feldes ab und lief einen Vorsprung von mehr als einer Minute heraus. Bei Kilometer vierzig spaltete sich die bis dahin noch siebenköpfige Verfolgergruppe. Zwei Kenianerinnen und zwei Chinesinnen kämpften um die Medaillen, und schließlich setzte sich Weltmeisterin Ndereba im Schlussspurt gegen die Weltmeisterschaftszweite Zhou durch. Die britische Weltrekordlerin Paula Radcliffe, die sich nach einer langen Verletzungspause erst wenige Tage vor den Spielen zur Teilnahme entschieden hatte, hielt lange mit, wurde aber auf dem letzten Viertel von Krämpfen geplagt und kam auf den 23. Platz. Von 81 gestarteten Läuferinnen erreichten zwölf nicht das Ziel, darunter einige Favoritinnen: Deena Kastor (USA) verletzte sich bei Kilometer fünf den Fuß, die WM-Dritte Reiko Tosa aus Japan fiel schon in der ersten Hälfte sichtlich leidend zurück, und die Äthiopierinnen Berhane Adere sowie Gete Wami gaben auf, nachdem sie bei Kilometer dreißig aus der Spitzengruppe herausgefallen waren. Mizuki Noguchi, die Olympiasiegerin von 2004, hatte kurz vor den Spielen verletzungsbedingt abgesagt.

### 100 m Hürden
| Platz | Athletin                | Land | Zeit (s) |
| ----- | ----------------------- | ---- | -------- |
| 1     | Dawn Harper             | USA  | 12,54    |
| 2     | Sally McLellan          | AUS  | 12,64    |
| 3     | Priscilla Lopes-Schliep | CAN  | 12,64    |
| 4     | Damu Cherry             | USA  | 12,65    |
| 5     | Delloreen Ennis-London  | JAM  | 12,65    |
| 6     | Brigitte Foster-Hylton  | JAM  | 12,66    |
| 7     | LoLo Jones              | USA  | 12,72    |
| 8     | Sarah Claxton           | GBR  | 12,94    |

Finale: 19. August 2008, 22:30 Uhr
Wind: +0,1 m/s

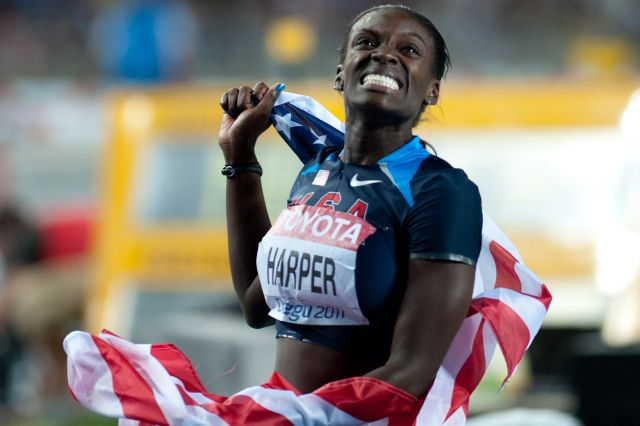
Olympiasiegerin Dawn Harper

Teilnehmerinnen aus deutschsprachigen Ländern:

Carolin Nytra,  Deutschland (ausgeschieden als Siebte ihres Halbfinals in 12,99 s)

### 400 m Hürden
| Platz | Athletin                 | Land | Zeit (s) |
| ----- | ------------------------ | ---- | -------- |
| 1     | Melaine Walker           | JAM  | 52,64 OR |
| 2     | Sheena Tosta             | USA  | 53,70000 |
| 3     | Tasha Danvers            | GBR  | 53,84000 |
| 4     | Anastassija Rabtschenjuk | UKR  | 53,96000 |
| 5     | Anna Jesień              | POL  | 54,29000 |
| 6     | Jekaterina Bikert        | RUS  | 54,96000 |
| 7     | Zuzana Hejnová           | CZE  | 54,97000 |
| 8     | Tiffany Ross-Williams    | USA  | 57,55000 |

Finale: 20. August, 2008, 22:35 Uhr
Keine Teilnehmerinnen aus deutschsprachigen Ländern:

### 3000 m Hindernis
| Platz | Athletin                | Land | Zeit (min) |
| ----- | ----------------------- | ---- | ---------- |
| 1     | Gulnara Galkina         | RUS  | 8:58,81 WR |
| 2     | Eunice Jepkorir Kertich | KEN  | 9:07,41 AF |
| 3     | Tatjana Petrowa         | RUS  | 9:12,33000 |
| 4     | Cristina Casandra       | ROM  | 9:16,85 NR |
| 5     | Ruth Bisibori Nyangau   | KEN  | 9:17,35000 |
| 6     | Zemzem Ahmed            | ETH  | 9:17,85 NR |
| 7     | Wioletta Frankiewicz    | POL  | 9:21,76000 |
| 8     | Jenny Barringer         | USA  | 9:22,26 NM |

Finale: 17. August, 2008, 21:30 Uhr
Teilnehmerinnen aus deutschsprachigen Ländern:

Antje Möldner,  Deutschland (ausgeschieden als Siebte ihres Vorlaufs in 9:29,86 m NR)
Der Wettbewerb feierte seine olympische Premiere. Die US-Amerikanerin Jennifer Simpson stellte als Achte mit 9:22,26 min einen Nordamerikarekord auf.
Doping:
2016 wurde die Russin Jekaterina Wolkowa bei einem Nachtest des Dopingmissbrauchs überführt. Ihre Bronzemedaille wurde ihr aberkannt.

### 4 × 100 m Staffel
| Platz | Land           | Athletinnen | Zeit (s)                       |
| ----- | -------------- | --- | ------------------------------ |
| 1     | Belgien        | Olivia Borlée Hanna Mariën Élodie Ouédraogo Kim Gevaert                                                               | 42,54 NR                       |
| 2     | Nigeria        | Ene Franca Idoko Gloria Kemasuode Halimat Ismaila (Finale) Oludamola Osayomi im Vorlauf außerdem: Agnes Osazuwa       | 43,04000                       |
| 3     | Brasilien      | Rosemar Coelho Neto Lucimar Aparecida de Moura Thaíssa Presti Rosângela Santos                                        | 43,14000                       |
| 4     | Deutschland    | Anne Möllinger Verena Sailer Cathleen Tschirch Marion Wagner                                                          | 43,28000                       |
| DNF   | Jamaika        | Shelly-Ann Fraser Sherone Simpson (Finale) Aleen Bailey Veronica Campbell-Brown im Vorlauf außerdem: Sheri-Ann Brooks | IAAF Regel 170.6a Stabverlust  |
| DNF   | Großbritannien | Jeanette Kwakye Montell Douglas Emily Freeman Emma Ania                                                               | IAAF Regel 170.6a Stabverlust  |
| DSQ   | Polen          | Ewelina Ptak Ptak Daria Korczyńska Dorota Jędrusińska Joanna Kocielnik (Finale) im Vorlauf außerdem: Marta Jeschke    | IAAF Regel 170.7 Wechselfehler |
| DOP   | Russland       | Jewgenija Poljakowa Alexandra Fedoriwa Julija Guschtschina Julija Tschermoschanskaja                                  |                                |

Finale: 22. August 2008, 21:15 Uhr
Die Stafette der USA schied im Halbfinale durch Verlust des Staffelstabes aus, gleiches passierte den favorisierten Stafetten aus Jamaika und Großbritannien im Endlauf. Das polnische Team wurde wegen Überschreitung einer Wechselmarke disqualifiziert.
Doping:
Die Russin Julija Tschermoschanskaja wurde bei einem Nachtest 2016 positiv getestet. Der russischen Staffel wurde daraufhin die Goldmedaille aberkannt und den zweitplatzierten Belgierinnen zugesprochen.

### 4 × 400 m Staffel
| Platz | Land           | Athletinnen | Zeit (min) |
| ----- | -------------- | --- | ---------- |
| 1     | USA            | Mary Wineberg Allyson Felix (Finale) Monique Henderson Sanya Richards im Vorlauf außerdem: Natasha Hastings                                                  | 3:18,54 SB |
| 2     | Jamaika        | Shericka Williams Shereefa Lloyd Rosemarie Whyte Novlene Williams-Mills                                                                                      | 3:20,40 SB |
| 3     | Großbritannien | Christine Ohuruogu Kelly Sotherton Marilyn Okoro Nicola Sanders                                                                                              | 3:22,68 SB |
| 4     | Kuba           | Roxana Díaz Zulia Calatayud Susana Clement Indira Terrero | 3:23,21 NR |
| 5     | Nigeria        | Joy Eze Folashade Abugan Olouma Nwoke Muizat Ajoke Odumosu                                                                                                   | 3:23,74 SB |
| 6     | Deutschland    | Jonna Tilgner Sorina Nwachukwu Florence Ekpo-Umoh Claudia Hoffmann                                                                                           | 3:28,45000 |
| DOP   | Russland       | Julija Guschtschina (Finale) Ljudmila Litwinowa Tatjana Firowa Anastassija Kapatschinskaja (Finale) im Vorlauf außerdem: Jelena Migunowa Tatjana Weschkurowa |            |
| DOP   | Belarus        | Hanna Kosak (Finale) Irina Kljustawa Ilona Ussowitsch Swjatlana Ussowitsch im Vorlauf außerdem: Juljana Juschtschanka                                        |            |

Finale: 23. August 2008, 20:40 Uhr
Doping:
In diesem Wettbewerb gab es zwei Dopingfälle:
- Im August 2016 wurde die russische Läuferin Tatjana Firowa als nachträglich überführte Dopingsünderin disqualifiziert. Mit ihr verlor die russische Staffel den zweiten Platz.[16]
- Im November 2016 wurde auch die belarussische Läuferin Swjatlana Ussowitsch des Dopingmissbrauchs überführt. Mit ihr verlor die belarussische Staffel die Bronzemedaille.[21]

### 20 km Gehen
| Platz | Athletin        | Land | Zeit (h)   |
| ----- | --------------- | ---- | ---------- |
| 1     | Olga Kaniskina  | RUS  | 1:26:31 OR |
| 2     | Kjersti Plätzer | NOR  | 1:27:07 NR |
| 3     | Elisa Rigaudo   | ITA  | 1:27:12000 |
| 4     | Liu Hong        | CHN  | 1:27:17000 |
| 5     | María Vasco     | ESP  | 1:27:25 NR |
| 6     | Beatriz Pascual | ESP  | 1:27:44000 |
| 7     | Olive Loughnane | IRL  | 1:27:45000 |
| 8     | Ana Cabecinha   | POR  | 1:27:46 NR |

Datum: 21. August 2008, 9:00 Uhr
Teilnehmerinnen aus deutschsprachigen Ländern:
- Sabine Zimmer,  Deutschland (Ran fünfzehn in 1:30:19 h)
- Melanie Seeger,  Deutschland (Rang 23 in 1:31:56 h)

### Hochsprung
| Platz | Athletin              | Land | Höhe (m) |
| ----- | --------------------- | ---- | -------- |
| 1     | Tia Hellebaut         | BEL  | 2,05 NR  |
| 2     | Blanka Vlašić         | CRO  | 2,05000  |
| 3     | Chaunté Howard        | USA  | 1,99000  |
| 4     | Ruth Beitia           | ESP  | 1,96000  |
| 4     | Ariane Friedrich      | GER  | 1,96000  |
| 6     | Emma Green            | SWE  | 1,96000  |
| 7     | Marina Aitowa         | KAZ  | 1,93000  |
| 7     | Antonietta Di Martino | ITA  | 1,93000  |

Finale: 23. August 2008, 19:00 Uhr

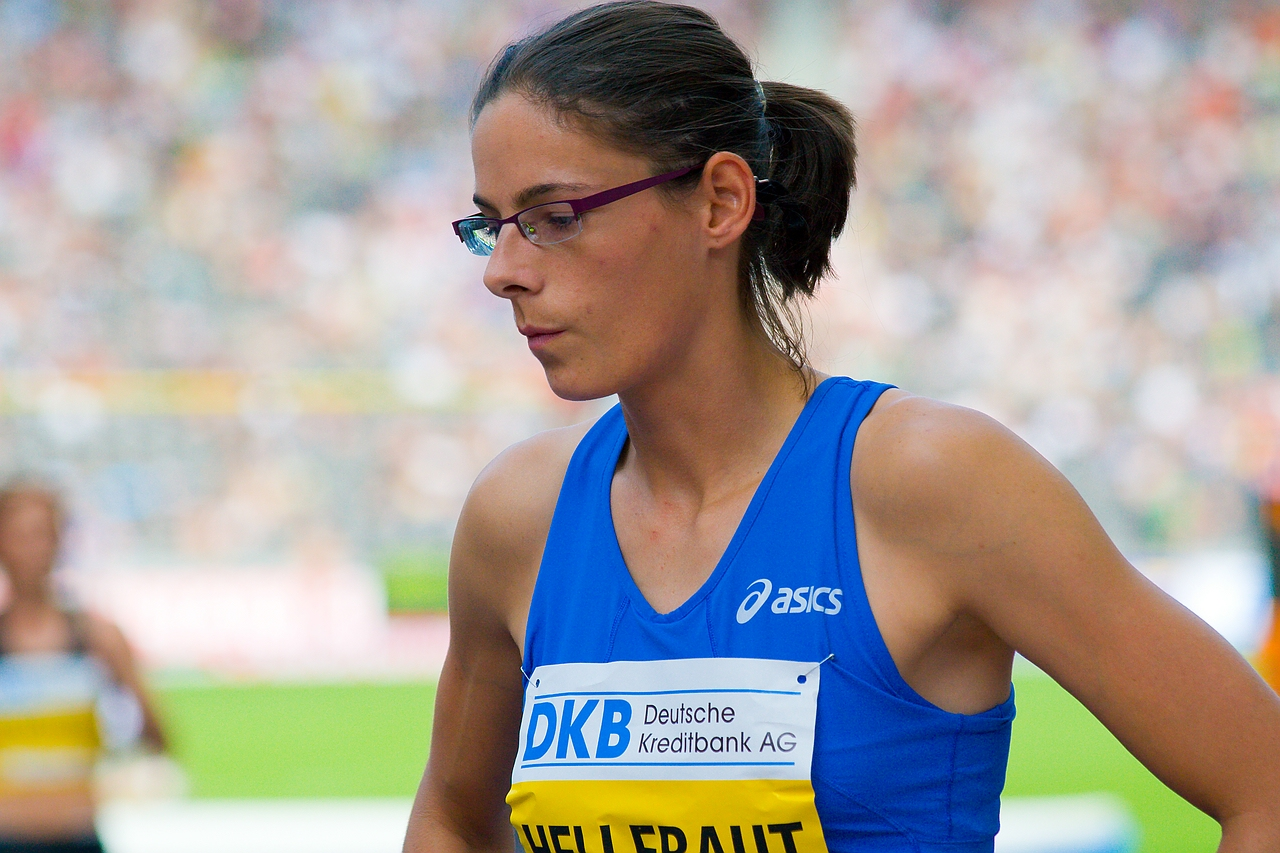
Überraschend gab es Gold für Tia Hellebaut

Keine weiteren Teilnehmerinnen aus deutschsprachigen Ländern
Der Hochsprungwettbewerb war von drei Dopingfällen überschattet:

Anna Tschitscherowa aus Russland (ursprünglich Dritte), Jelena Slessarenko, ebenfalls Russland (ursprünglich Vierte), und Wita Palamar aus der Ukraine (ursprünglich Fünfte) wurden im Oktober und November 2016 ihre Resultate wegen Dopingmissbrauchs aberkannt.

### Stabhochsprung
| Platz | Athletin              | Land | Höhe (m) |
| ----- | --------------------- | ---- | -------- |
| 1     | Jelena Issinbajewa    | RUS  | 5,05 WR  |
| 2     | Jennifer Stuczynski   | USA  | 4,80000  |
| 3     | Swetlana Feofanowa    | RUS  | 4,75000  |
| 4     | Julija Golubtschikowa | RUS  | 4,75000  |
| 5     | Monika Pyrek          | POL  | 4,70000  |
| 6     | Carolin Hingst        | GER  | 4,65000  |
| 7     | Silke Spiegelburg     | GER  | 4,65000  |
| 8     | April Steiner         | USA  | 4,55000  |

Finale: 18. August 2008, 19:20 Uhr

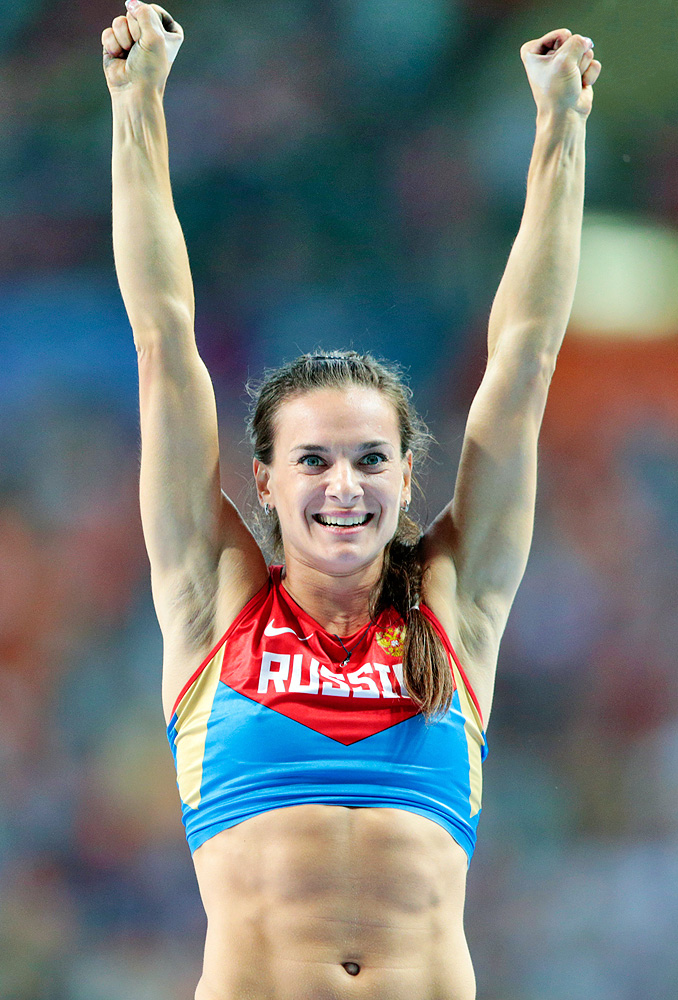
Jelena Issinbajewa wiederholte souverän ihren Olympiasieg

Weitere Teilnehmerinnen aus deutschsprachigen Ländern:
- Anastasija Reiberger,  Deutschland (ausgeschieden als Achte ihrer Qualifikationsgruppe mit 4,40 m)
- Nicole Büchler,  Schweiz (ausgeschieden als Elfte ihrer Qualifikationsgruppe mit 4,30 m)

### Weitsprung
| Platz | Athletin           | Land | Weite (m) |
| ----- | ------------------ | ---- | --------- |
| 1     | Maurren Higa Maggi | BRA  | 7,04      |
| 2     | Blessing Okagbare  | NGR  | 6,91      |
| 3     | Chelsea Hammond    | JAM  | 6,79      |
| 4     | Brittney Reese     | USA  | 6,76      |
| 5     | Oxana Udmurtowa    | RUS  | 6,70      |
| 6     | Jade Johnson       | GBR  | 6,64      |
| 7     | Grace Upshaw       | USA  | 6,58      |
| 8     | Carolina Klüft     | SWE  | 6,49      |

Finale: 22. August 2008, 19:20 Uhr
Keine Teilnehmerinnen aus deutschsprachigen Ländern
Doping:
In diesem Wettbewerb gab es gleich drei Dopingfälle:
- Die zunächst für das Finale qualifizierte Ukrainerin Ljudmyla Blonska wurde noch vor Beginn des Weitsprungfinales nach ihrem Siebenkampf, an dem sie ebenfalls teilgenommen hatte, positiv auf das anabole Steroid Methyltestosteron getestet. Nach ebenfalls positiver B-Probe wurde sie zunächst suspendiert. Einen Tag darauf wurde sie disqualifiziert und endgültig von den Spielen ausgeschlossen. Später folgte eine lebenslange Sperre.[23]
- Mit der ursprünglich zweitplatzierten Russin Tatjana Lebedewa wurde eine weitere Athletin bei diesen Spielen im Rahmen von Nachuntersuchungen des Dopingmissbrauchs überführt. Im Januar 2017 wurden ihr die Silbermedaillen im Weit- und Dreisprung aberkannt.[24]
- Auch die Resultate der Griechin Chrysopigi Devetzi im Weit- und Dreisprung wurden im Anschluss an Nachuntersuchungen im Januar 2017 wegen Dopingmissbrauchs annulliert.[24] Im Weitsprung war sie in der Qualifikation ausgeschieden, im Dreisprung hatte sie zunächst Bronze gewonnen.

### Dreisprung
| Platz | Athletin               | Land | Weite (m)   |
| ----- | ---------------------- | ---- | ----------- |
| 1     | Françoise Mbango Etone | CMR  | 15,39 OR/AF |
| 2     | Olga Rypakowa          | KAZ  | 15,11 AS00  |
| 3     | Yargelis Savigne       | CUB  | 15,0500000  |
| 4     | Marija Šestak          | SLO  | 15,03 NR00  |
| 5     | Wiktorija Gurowa       | RUS  | 14,7700000  |
| 6     | Anna Pjatych           | RUS  | 14,7300000  |
| 7     | Olga Saladucha         | UKR  | 14,7000000  |
| 8     | Kaire Leibak           | EST  | 14,1300000  |

Finale: 17. August 2008, 21:35 Uhr
Keine Teilnehmerinnen aus deutschsprachigen Ländern
Doping: Es gab zwei Dopingfälle:
- Der zunächst zweitplatzierten Russin Tatjana Lebedewa wurden ihre Silbermedaillen im Drei- und Weitsprung im Anschluss an Dopingnachuntersuchungen im Januar 2017 aberkannt.[24]
- Der ursprünglich Drittplatzierten Griechin Chrysopigi Devetzi wurde ihre Bronzemedaille im Anschluss an Dopingnachuntersuchungen im November 2016 aberkannt.[24]

### Kugelstoßen
| Platz | Athletin           | Land | Weite (m) |
| ----- | ------------------ | ---- | --------- |
| 1     | Valerie Vili       | NZL  | 20,56 OZ  |
| 2     | Misleydis González | CUB  | 19,50000  |
| 3     | Gong Lijiao        | CHN  | 19,20000  |
| 4     | Anna Omarowa       | RUS  | 19,08000  |
| 5     | Nadine Kleinert    | GER  | 19,01000  |
| 6     | Li Meiju           | CHN  | 19,00000  |
| 7     | Olga Iwanowa       | RUS  | 18,44000  |
| 8     | Mailín Vargas      | CUB  | 18,28000  |

Finale: 16. August 2008, 21:10 Uhr
Teilnehmerinnen aus deutschsprachigen Ländern:
- Christina Schwanitz  Deutschland (Elfte mit 18,27 m)
- Denise Hinrichs  Deutschland (ausgeschieden als Neunte ihrer Qualifikationsgruppe mit 18,36 m)

Doping: Auch das Kugelstoßen der Frauen blieb nicht von Doping verschont, es gab zwei festgestellte Fälle:
- Die belarussische Kugelstoßerin Natallja Michnewitsch fiel bei den umfangreichen Dopingnachtests 2016 positiv auf. Sie war 2008 mit Metandienon und Stanozolol gedopt, wurde nachträglich disqualifiziert und verlor daher auch ihre Silbermedaille.[25]
- Ihre Landsfrau Nadseja Astaptschuk, die in Peking zunächst Platz drei erzielt hatte, fiel ebenfalls bei Nachtests auf und wurde daraufhin nachträglich disqualifiziert.[26]

### Diskuswurf
| Platz | Athletin                  | Land | Weite (m) |
| ----- | ------------------------- | ---- | --------- |
| 1     | Stephanie Brown Trafton   | USA  | 64,74     |
| 2     | Olena Antonowa            | UKR  | 62,59     |
| 3     | Song Aimin                | CHN  | 62,20     |
| 4     | Věra Pospíšilová-Cechlová | CZE  | 61,75     |
| 5     | Elina Swerawa             | BLR  | 60,82     |
| 6     | Li Yanfeng                | CHN  | 60,68     |
| 7     | Mélina Robert-Michon      | FRA  | 60,66     |
| 8     | Dani Samuels              | AUS  | 60,15     |

Finale: 18. August 2008, 19:00 Uhr
Doping:
Am 1. September 2016 gab das Internationale Olympische Komitee bekannt, dass bei der Kubanerin Yarelys Barrios im Rahmen von Nachtests der Dopingproben der Olympischen Spiele 2008 das verbotene Diuretikum Acetazolamid entdeckt wurde. Daraufhin wurde ihr die Silbermedaille aberkannt und der Ukrainerin Olena Antonowa zugesprochen.

### Hammerwurf
| Platz | Athletin          | Land | Weite (m) |
| ----- | ----------------- | ---- | --------- |
| 1     | Yipsi Moreno      | CUB  | 75,20 OR  |
| 2     | Zhang Wenxiu      | CHN  | 74,32000  |
| 3     | Manuela Montebrun | FRA  | 72,54000  |
| 4     | Anita Włodarczyk  | POL  | 71,56000  |
| 5     | Clarissa Claretti | ITA  | 71,33000  |
| 6     | Martina Hrašnová  | SVK  | 71,00000  |
| 7     | Betty Heidler     | GER  | 70,06000  |
| 8     | Jelena Priyma     | RUS  | 69,72000  |

Finale: 20. August 2008, 19:20 Uhr
Weitere Teilnehmerinnen aus deutschsprachigen Ländern:

Kathrin Klaas,  Deutschland (ausgeschieden als Zehnte ihrer Qualifikationsgruppe mit 67,54 m)
Doping: Es traten zwei Dopingfälle auf:
- Die Belarussin Aksana Mjankowa wurde 2016 des Dopings überführt und disqualifiziert. Die Goldmedaille wurde ihr aberkannt.[28]
- Auch Mjankowas Landsfrau Darja Ptschelnik, zunächst auf Rang vier und nach Mjankowas Disqualifikation Bronzemedaillengewinnerin, wurde nach positiver Dopingprobe nachträglich disqualifiziert.[29]

Alle anderen Werferinnen des Finales rückten jeweils um einen bzw. zwei Plätze nach vorne.

### Speerwurf
| Platz | Athletin            | Land | Weite (m) |
| ----- | ------------------- | ---- | --------- |
| 1     | Barbora Špotáková   | CZE  | 71,42 ER  |
| 2     | Christina Obergföll | GER  | 66,13000  |
| 3     | Goldie Sayers       | GBR  | 65,75 NR  |
| 4     | Steffi Nerius       | GER  | 65,29000  |
| 5     | Osleidys Menéndez   | CUB  | 63,35000  |
| 6     | Barbara Madejczyk   | POL  | 62,02000  |
| 7     | Katharina Molitor   | GER  | 59,64000  |
| 8     | Mercedes Chilla     | ESP  | 58,13000  |

Finale: 21. August 2008, 19:20 Uhr
Doping;
Im September 2016 entschied das IOC, dass der Russin Marija Abakumowa die Silbermedaille aberkannt wird, weil ihr bei Nachkontrollen ihrer Dopingprobe die Einnahme von Turinabol nachgewiesen wurde. Die nach ihr platzierten Athletinnen rückten um jeweils einen Rang nach vorne. So erhielt Christina Obergföll nachträglich die Silbermedaille zugesprochen, Bronze ging an die Britin Goldie Sayers.

### Siebenkampf
| Platz | Athletin           | Land | Punkte  |
| ----- | ------------------ | ---- | ------- |
| 1     | Natalija Dobrynska | UKR  | 6733000 |
| 2     | Hyleas Fountain    | USA  | 6619000 |
| 3     | Kelly Sotherton    | GBR  | 6517000 |
| 4     | Jessica Zelinka    | CAN  | 6490 NR |
| 5     | Anna Bogdanowa     | RUS  | 6465000 |
| 6     | Karolina Tymińska  | POL  | 6428000 |
| 7     | Lilli Schwarzkopf  | GER  | 6379000 |
| 8     | Jolanda Keizer     | NED  | 6370000 |

Datum: 15./16. August 2008

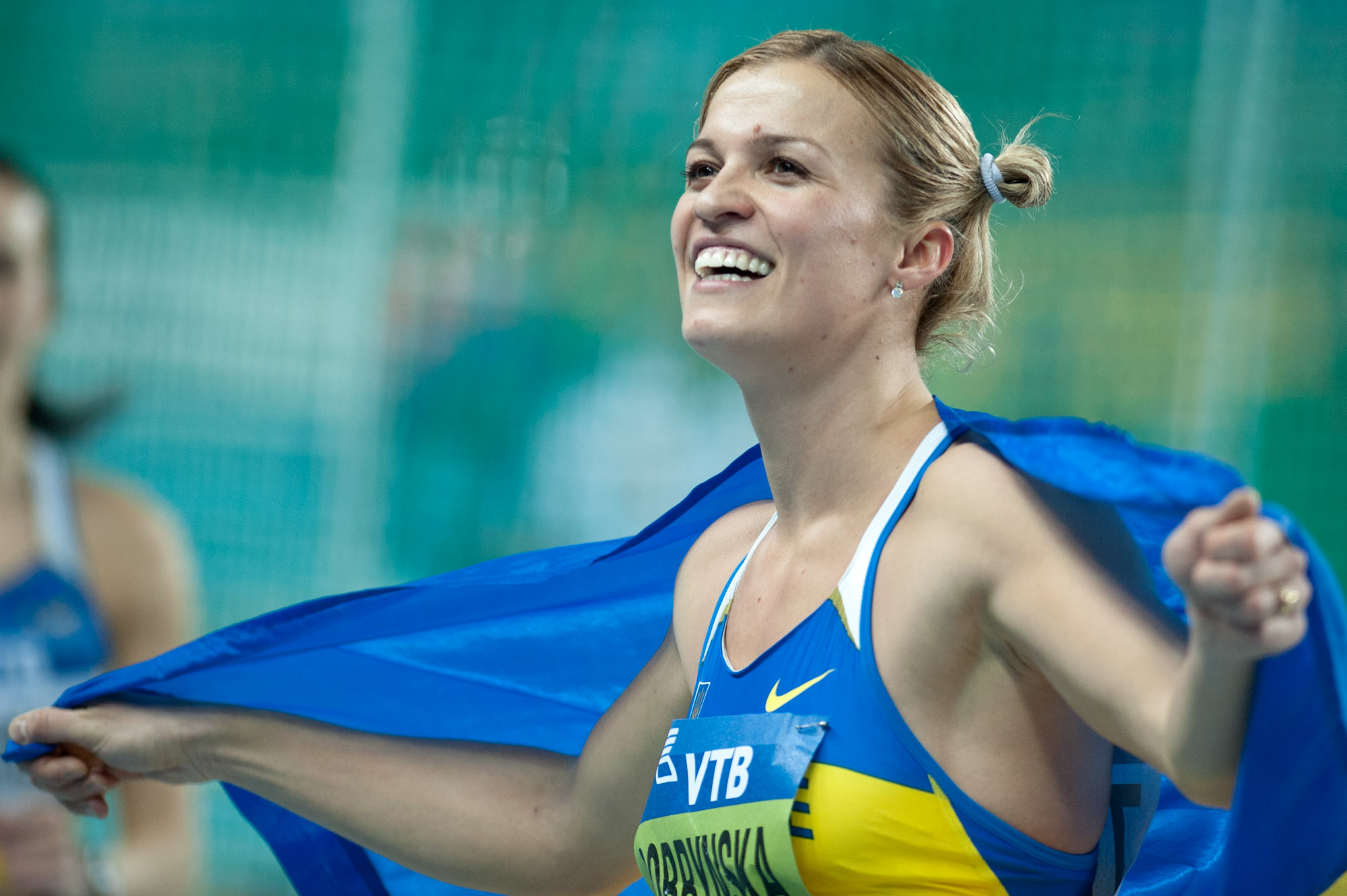
Der Olympiasieg ging an Natalija Dobrynska

Weitere Teilnehmerinnen aus deutschsprachigen Ländern:
- Jennifer Oeser,  Deutschland (Rang elf mit 6360 Punkten)
- Sonja Kesselschläger,  Deutschland (Rang sechzehn mit 6140 Punkten)
- Linda Züblin,  Schweiz (Rang dreißig mit 5743 Punkten)

Doping:
Es gab zwei gedopte Athletinnen:
- Die Ukrainerin Ljudmyla Blonska (6700 Punkte) wurde zunächst als Silbermedaillengewinnerin geehrt, aber am 22. August 2008 disqualifiziert, nachdem sie des Dopingmissbrauch überführt worden war.
- Auch der daraufhin nachträglich drittplatzierten Tatjana Tschernowa wurde die Bronzemedaille wegen Dopingmissbrauchs am 24. April 2017 aberkannt.[30]

## Videolinks
- Beijing 2008 Opening Ceremony Highlights, youtube.com, abgerufen am 20. März 2022
- Closing Ceremony – Beijing 2008 Summer Olympic Games, youtube.com, abgerufen am 20. März 2022